# 全日本プロレス
全日本プロレス（ぜんにほんプロレス、英: ALL JAPAN PRO-WRESTLING、略称: AJPW）は、日本のプロレス団体。運営会社はオールジャパン・プロレスリング株式会社。

## 沿革
- 1972年9月9日、馬場正平（選手名：ジャイアント馬場）を代表取締役社長として全日本プロ・レスリング株式会社を設立。
- 10月21日、東京都町田市の町田市立体育館（現：サン町田旭体育館）で旗揚げ前夜祭を開催。
- 10月22日、両国日大講堂で旗揚げ戦を開催。
- 1990年4月から10月にかけて天龍源一郎を含む多数の選手が退団してSWSに入団する第1次大量離脱騒動が勃発する。
- 1999年1月31日、馬場が死去。
- 5月、三沢光晴が新たに代表取締役社長に就任。
- 2000年6月、三沢を含む多数の選手、スタッフが退団してプロレスリング・ノアを設立する第2次大量離脱騒動が勃発。これにより、1972年10月の旗揚げから放映してきた日本テレビの全日本プロレス中継が放映終了。
- 7月、馬場の夫人である馬場元子が代表取締役社長に就任。
- 2002年2月26日、新日本プロレスを退団した武藤敬司、小島聡、ケンドー・カシン、WWFを退団したカズ・ハヤシが入団。
- 10月、武藤が全日本プロ・レスリング株式会社の代表取締役社長に就任。また、元子からの株式譲渡により武藤がオーナーとなる。
- 2011年5月29日、ヒールユニット「VOODOO-MURDERS」の一部選手によるスーパーヘイト（平井伸和）への暴行事件が発生。
- 6月、内田雅之が代表取締役社長に就任。
- 2012年11月、全日本プロレスリングシステムズ株式会社に運営会社を移行。内田が代表取締役社長に就任、白石伸生が株式譲渡によりオーナーとなる。
- 2013年2月、前年12月にノアを退団した秋山準、潮崎豪、金丸義信、鈴木鼓太郎、青木篤志がフリー参戦（7月に入団）。
- 6月、武藤を含む多数の選手、スタッフが退団してWRESTLE-1を設立する第3次大量離脱騒動が発生。
- 8月、団体事務所を文京区湯島に移転。
- 2014年7月、オールジャパン・プロレスリング株式会社へ運営会社を移行。また、同社の持株会社として全日本プロレス・イノベーション株式会社が設立される。両社の代表取締役社長として秋山潤（選手名：秋山準）が就任。
- 7月、団体事務所を旧来から合宿所として使用している神奈川県横浜市青葉区美しが丘西に移転。なお、かつて事務所は東京都港区六本木や千代田区九段北にあった。
- 2019年7月、福田剛紀がオールジャパン・プロレスリング株式会社の代表取締役社長に就任。
- 2020年7月、団体事務所を文京区湯島に再移転。

## 歴史

### ジャイアント馬場体制

#### 旗揚げまでの経緯
1971年12月、アントニオ猪木が日本プロレスの経営改善を下にクーデターを画策したとして、日本プロレスを除名され、追放された（詳しくは「密告事件」を参照）。その余波が、日本プロレスのテレビ中継に波及することとなった。当時は日本テレビとNETテレビの2局放映体制であった（詳しくは「BI砲の時代」を参照）。NETの看板選手であった猪木を日本プロレスの内部事情で失ったことで、NETはこれまで日本テレビとの関係からNETの中継に出場できなかったジャイアント馬場の出場を強硬に要求し、ついに日本プロレスの幹部は日本テレビとの取り決めを破り、馬場のNETテレビの中継への出場を解禁した。このため、日本テレビは同中継のスポンサーであった三菱電機と協議したうえで「契約不履行」を理由に日本プロレス中継の打ち切りを決定した。その一方で当時の日本テレビ社長であった小林與三次が中心となり、後にテレビ中継の責任者となったプロデューサーの原章（後の福岡放送会長）とともに極秘裏に馬場に接触し、報復手段に近い形で日本テレビと関係が近かった馬場に独立を促した。日本テレビから「旗揚げに対しての資金は全て日本テレビが負担する」「放映権料も最大限用意する」「馬場がいる限り、プロレス人気が下火になっても放送は打ち切らない」等の好条件が提示され、それを受けて、馬場もまた独立へ向けて準備を進める形となった。
1972年7月29日、馬場は日本プロレスを退団し、プロレス新団体を設立することを表明する。馬場は日本テレビなどのバックアップを受ける形でプロデューサーの原とともに渡米してサーキットを行い、その上でドリー・ファンク・シニア、フリッツ・フォン・エリック、ブルーノ・サンマルチノなどの有力者に接触して協力を要請し、豪華外国人選手の招聘に成功する。日本人陣営も馬場と関係の近い大熊元司、マシオ駒、サムソン・クツワダ、佐藤昭夫と一時現役を離れていた藤井誠之、レフェリーのジョー樋口を確保した。そして日本プロレスの若手選手であった百田光雄、取締役兼リングアナウンサーとして百田義浩に加え、役員として力道山未亡人の田中敬子も旗揚げに参加したことで「力道山（百田）家のお墨付き」を得ることにも成功する。旗揚げ直前に百田家から力道山の所縁のチャンピオンベルトを贈与され、旗揚げ後しばらくはこのチャンピオンベルトを「世界ヘビー級王座」と称し、争奪戦が目玉カードになった。「世界ヘビー級王座」は後に「PWF（世界）ヘビー級王座」となった（後に三冠統一ヘビー級王座の一つを構成）。
前述の通り、10月21日に旗揚げ前夜祭、同月22日に旗揚げ興行を行うが、その2週間前の同月7日から日本テレビは『全日本プロレス中継』を土曜20時台のプライムタイムに全国29局ネットの形で放送を開始。旗揚げ戦前の馬場の海外サーキットの試合などが中継された。この時点でNETのみの放送となった『日本プロレス中継』は僅か全国6局ネットにまで減少しており、日本テレビのバックアップの強さを印象付けている。
日本テレビや百田家の後ろ盾、外国人選手の招聘ルート開拓に成功した全日本プロレスに対し、日本プロレスは過去に東京プロレス、国際プロレス、新日本プロレスに行ったような外国人選手の招聘妨害や、会場使用を出来なくするような妨害工作を行う事が出来ず、興行の目玉である馬場を失った日本プロレスは一気に弱体化する事になる。
さらに、手薄な日本人陣営をカバーするため国際プロレス代表取締役社長の吉原功との会談でサンダー杉山を獲得、旗揚げシリーズには若手選手であったデビル紫、鶴見五郎ら前座選手が毎シリーズ入れ替わりで参戦するなど、国際プロレスとの協調路線をしばらく維持する（1978年頃まで）。馬場ら全日本勢も協力の見返りとして、しばしば国際プロレスの興行に参戦した。
馬場はさらに将来の投資として、旗揚げ直後にミュンヘンオリンピックレスリング日本代表であった鶴田友美（リングネーム：ジャンボ鶴田）の獲得に成功する。鶴田は、渡米修行から1年後の国内デビュー以降タイトルに頻繁に挑戦させるなど、将来のエース候補として英才教育を受けさせた。さらにザ・デストロイヤーが手薄な日本人陣営に助っ人として加わり、1979年まで約6年半にわたり日本に定着して参戦し、馬場に次ぐ看板選手として初期の全日本の興行活動に貢献した。このほか、元国際所属で海外を拠点としていたヒロ・マツダ、マティ鈴木も日本人陣営の助っ人として加わっていた。特に鈴木は短期間ではあるがマシオ駒とともに、鶴田や渕正信などの若手選手のコーチ役として育成にも携わっている。
1973年2月、NWAの臨時総会が開かれ、全日本プロレス（ジャイアント馬場）のNWA加盟が認められる。本来総会は同年8月に開催される予定であったが、ドリー・ファンク・シニアの強力な働きかけにより2月に臨時総会が開かれ、すでに日本プロレスが加盟しており、「一つの地区に一人のプロモーター以外のNWA加盟は認めない」という規約を覆して、全日本のNWA加盟が認められた。これにより全日本の外国人選手の招聘ルートが更に強固になる。

#### 日本プロレスの崩壊 - 事実上の救済合併
1973年4月、経営状態と興行成績の悪化により日本プロレスが崩壊すると、最後まで日本プロレスに残留した大木金太郎ら9名の日本プロレス残党は「力道山家預かり」となることを発表する。その過程で、大木ら9選手は全日本へ合流する形となったが、馬場は当初から大木らの受け入れにはかなり難色を示していたとされているが、仲介役となっていた日本テレビ社長の小林、三菱電機会長の大久保謙、日本プロレス協会の理事であった衆議院議員の楢橋渡（元運輸大臣）、福田篤泰（元吉田茂首相秘書官、元防衛庁長官など）の政財界の重鎮に加え、全日本の取締役を兼ねていた田中敬子ら百田家の意向、そして馬場もまだ日本プロレスの取締役を退任していなかったことなどもあり、大木ら日プロ残党を受け入れることとなった。
だが、馬場はマッチメイクなどで「旗揚げからの所属（子飼い）組」と「日本プロレスからの合流組」との間で扱いに格差を付けていた。当時の全日本の興行ポスターに日プロ合流組のうち掲載されていたのが、日プロ崩壊時にインター王者であった大木とUNヘビー級王者であった高千穂明久のみであり、馬場にとっては日プロ合流組の中でも必要な選手は高千穂とミツ・ヒライだけだったとされている。マッチメイクに関しても馬場と日本テレビ（中継の担当者であるプロデューサーの原章）との間で馬場側が全権限を持つ事が確認されており、日プロ残党の面々は、仲介者から今回の合流は「日プロと全日本との対等合併による移籍であり両者は対等の立場である」とされていたものの、実態は「全日本による救済合併」であった。
このため、日プロ合流組のうち、シングル王者であった大木と高千穂、後述のグレート小鹿以外は試合を干される事も多く、当時の全日本のギャランティは出場に対する対価として支払われるシステムであったため、合流組は金銭的な影響も受けたとされる。合流組選手のうちグレート小鹿のように機転を利かせて、馬場の運転手役を買って出る事で糊口をしのいだ者もいる。中でも上田馬之助は過去の日プロでの猪木クーデター事件（上田馬之助_(プロレスラー)#密告事件を参照）での馬場との経緯、松岡巌鉄は若手選手へのいじめや讒言、マスコミへの対応の悪さに加え、海外参戦時にプロモーターに対する不満から衝突して暴行を加えるトラブルもあった事など様々な悪評が立っていたため、馬場は特にこの二人を評価しておらず「リストラ候補」として試合を干されるか、試合に出られても若手選手や格下外国人との対戦となる前座カードへの出場といった冷遇を受けていた。
このような扱いに対して上田と松岡が反発し、10月9日に退団、次いで大木も鶴田らの参戦で団体内での序列が下がる形でマッチメイクが徐々に冷遇されるようになったことで「マッチメイクがインター王者としてのプライドを傷つけた」として、1974年1月のシリーズを無断欠場して韓国に戻り、全日本から一時撤退した。なお、大木・上田・松岡以外の各選手は日本テレビとの3年契約が満了した後に、全日本に正式に入団している。

#### 豪華外国人選手路線
ジャイアント馬場のアメリカ武者修行時代の人脈、ドリー・ファンク・ジュニアがNWA世界ヘビー級王者時代に築いた信用を生かし、多くの本格派外国人選手を招聘するなど力道山の時代の「日本人選手対外国人選手」の系譜を受け継いだ。新日本プロレスのストロングスタイルに対し、本道といえるアメリカン・プロレスの源流に重きを置いた。この時期に鶴田を輩出してミル・マスカラスやテリー・ファンクなどアイドル的な人気を博したベビーフェイスの外国人選手も登場している。日本人陣営に加わったザ・デストロイヤーもベビーの扱いであり、並行して日本テレビのバラエティ番組『金曜10時!うわさのチャンネル!!』にもレギュラー出演し、軽妙なやりとりでお茶の間の人気者となり、全日本の初期の興行に多大な貢献を果たしている。また、鶴田に次ぐ話題性のある人材の発掘として、1964年東京オリンピック・柔道無差別級金メダリストのアントン・ヘーシンク（オランダ）を日本テレビが主導する形で、1973年にプロレスに転向させ、全日本（日本テレビ契約）の目玉選手にしようと目論んだが、本人はプロレスの水が合わなかったこともあり、デビューから5年でプロレスを引退し柔道指導者に戻った。
1977年、「世界オープンタッグ選手権」に端を発するザ・ファンクスとアブドーラ・ザ・ブッチャー&ザ・シーク組の流血の抗争劇も人気を呼んだ。この「世界オープンタッグ選手権」は、1978年以降は「世界最強タッグ決定リーグ戦」と名前を改め、日本プロレス当時の「NWAタッグ・リーグ戦」の不評を払拭する評価を得たことで、現在も春の大場所である「チャンピオン・カーニバル」と並ぶ、年末の看板シリーズとして継続している。

#### ジャンボ鶴田の台頭
次代の日本人陣営選手も鶴田をはじめ、師であった大木の元を離れて鶴田のライバル的な存在となったタイガー戸口（後のキム・ドク）、1976年に角界から転向した天龍源一郎など徐々に育ちつつあったが、旗揚げから馬場の右腕的存在として支え、若手選手の育成を務めていたマシオ駒が1976年3月に35歳の若さで死去した事は少なからず痛手となった。一方で外国人選手がマッチメイクや待遇などで極端に優遇されており、一部の日本人選手の間で不満が生じていた点は否めず、1976年3月末に前出のサンダー杉山が団体内の扱いの不満から退団しているほか、1977年には駒に代わって馬場の右腕的存在になっていたサムソン・クツワダが、馬場や猪木を排除しジャンボ鶴田や藤波辰巳を中心とする新団体旗揚げを画策している事が発覚し、馬場の怒りを買って全日本プロレスを解雇されていたことが、後年になって明らかになっている。

#### 2大プロレス団体時代
日本プロレスから先に分立した新日本プロレスも、トップの猪木がモハメド・アリ戦などの異種格闘技戦の実現や、旗揚げ後に発掘した外国人選手のタイガー・ジェット・シンとの抗争、国際を離脱したストロング小林や全日本を離脱した大木金太郎の様に大物選手との直接対決といった「過激な仕掛け」を中心に世間の耳目を集めたことで、全日本に比肩する対抗団体に成長している一方で、全日本の旗揚げ当初は協調していた国際プロレスが経営難から興行能力が徐々に低下していたこともあり、事実上この時期の日本マット界は「全日本プロレス対新日本プロレス」による興行戦争に突入していくこととなった。

#### 選手引き抜き合戦の勃発
1981年、新日本との選手引き抜き合戦が勃発した。新日本の「IWGP構想」に呼応する名目でブッチャーやタイガー戸口が引き抜かれるが、全日本も報復として7月に新日本の看板外国人選手であったタイガー・ジェット・シン（シンとタッグを組む上田馬之助も全日本に転戦する）、さらに12月にスタン・ハンセンを引き抜いた。特にザ・ファンクスが中心となって引き抜いたハンセンの全日本移籍は、新日本に大きなダメージを与え、新日本側との引き抜き合戦が一時休戦となる決定打となった（経緯はスタン・ハンセン#全日本プロレスへの引き抜きを参照）。さらに同時期に経営難により崩壊した国際プロレスの選手のうち、新日本への参戦を拒否したマイティ井上が米村天心、菅原伸義（後のアポロ菅原）、冬木弘道の3選手を引き連れて全日本に合流、さらに阿修羅・原もフリーとして全日本に参戦する（その後、全日本に入団）など、獲得に動いた馬場の政治力を発揮する一面もあった。また、馬場や鶴田に次ぐ日本人選手として海外修行から戻った天龍が戸口離脱後の三番手に浮上し、ジュニア戦線でも大仁田厚、三沢光晴らが台頭していった。
その一方で『全日本プロレス中継』の放送時間帯が土曜夕方のローカル枠に移行した事で、視聴率の低迷に連動して団体の経営状態が一時悪化したため、中継権を持っていた日本テレビから幹部がテコ入れとして送り込まれた。1981年12月21日、馬場は会長職に就き、日本テレビの役員だった松根光雄が出向の形で全日本の社長に就任した。これ以降は大八木賢一（後に全日本専務、ノア専務）など多くの日本テレビ関係者が出向で全日本に在籍している。表向きは馬場のレスラー専念の意向とみられたが、実際は全日本のトップ選手であった馬場を事実上引退させ、プロモーターとして専念させる意図があったとされる。日本テレビ主導により、馬場に代わるエースとして鶴田を中心に世代交代を図ることがミッションとなり、その現場責任者としてプロパーメンバーかつ馬場の信任も篤い佐藤昭雄がブッカーとなった。松根と日本テレビは佐藤に対し「強い日本人レスラーの看板を作って地方興行が入るようにやってほしい。もう外国人同士がトップでやる試合を撮りたくない」という意向を示していた。それを受けて佐藤は日本テレビと馬場との間に入り緩衝材の役目を果たす一方、看板選手は馬場一強体制から鶴田・天龍の二頭体制にマッチメイクを漸次的に移行するとともに、佐藤は駒以来の若手育成方針を一新（若手選手の大技使用の解禁など）して、三沢のほか越中詩郎（後に新日本へ移籍）、冬木弘道、ターザン後藤、川田利明ら未来を担う若手選手の育成を進めている。また中堅選手であった高千穂明久が海外遠征を経てザ・グレート・カブキとして1983年に凱旋帰国し、海外遠征時のスタイルを直輸入する形で人気を集めることとなった。
馬場会長・松根社長の体制は1989年4月に松根が社長を退任するまで続き、その後は馬場が社長に復帰したが、馬場自身は年齢面を理由にタイトル戦線から退く形となり、団体内は「明るく、楽しく、そして激しく」を掲げ、日本テレビの目論見通りに鶴田や天龍を中心とした日本人選手同士の対戦が主軸となった。

#### ジャパンプロレス所属選手の参戦
1983年、対抗団体である新日本で勃発した猪木に対するクーデター騒動の余波で、新日本を退社し興行会社の「新日本プロレス興行」（以下、新日プロ興行）を設立した大塚直樹（元新日本営業部長）に馬場は接触、1984年6月、全日本と新日プロ興行が業務提携、新日プロ興行が全日本の興行を手掛ける事となった。手始めに同年8月26日の田園コロシアム大会をプロモートし、海外遠征中であった三沢を極秘帰国させ、原作者の梶原一騎の了解のもとでタイガーマスク（2代目）へ変身させて全日本マットに登場させるなどの仕掛けもあり、興行的に成功を収めた。新日プロ興行はこれを機に関係が悪化していた新日本プロレスと絶縁し、新日本からの選手引き抜きに着手した。
この動きに長州力、アニマル浜口、小林邦昭、谷津嘉章、寺西勇の「維新軍団」5名が応じて新日本を離脱し新日プロ興行の役員として参画、さらに新団体の「ジャパンプロレス」に改組したうえで全日本と業務提携を締結し、ジャパンプロレス勢は同年より全日本に参戦する事となった。ジャパンプロレスには永源遙ら追従する選手も加わり、さらに海外を主戦場としていたマサ斎藤、キラー・カーンもジャパンプロレスの一員として全日本に参戦することとなった。一方で元国際のエースで新日本・（第1次）UWFなどに参戦していたラッシャー木村も参戦し、旧国際プロレス勢を中心とした「国際血盟軍」を結成。また外国人選手でも、新日本の常連参戦選手であったダイナマイト・キッド、デイビーボーイ・スミスの「ブリティッシュ・ブルドッグス」を引き抜くなど、新日本にさらなるダメージを浴びせた。軍団抗争を軸に多彩な日本人陣営や外国人選手など豪華な選手層を誇った。新日本は長州らジャパンプロレス勢やブリティッシュ・ブルドッグスの引き抜きの報復として、全日本の常連参戦選手であったブルーザー・ブロディや越中詩郎、ケンドー・ナガサキ（桜田一男）を引き抜き返したものの、新日本の興行的なダメージを払拭するまでには至らなかった。同時期には経営危機が表面化し活動停止に追い込まれた（第1次）UWFの業務提携の動きもあったが、既に全日本の日本人陣営はジャパンプロレス勢や国際血盟軍なども含めて飽和状態にあり、所属全選手の受け入れを求めたUWFと前田日明、高田延彦のみのオファーを示した全日本側の意向が一致せず、UWFは新日本との業務提携に舵を切ったとされる。
また、同時期には元大相撲・第54代横綱の輪島大士や、新日本や海外団体との争奪戦となった元幕下の琴天山（ジョン・テンタ、1989年からWWFに移籍）、さらに元十両・卓越山の高木功、元十両・玉麒麟の田上明と角界出身者を相次いで獲得した。この事から日本相撲協会との軋轢が生じて、1986年11月に日本相撲協会は両国国技館の全日本への貸出禁止を通達したため、馬場没後となる2004年7月まで全日本では両国国技館での興行は行われず、東京での大場所興行として年間を通じて日本武道館興行が定着する契機となっている。
軍団抗争を軸に戦線が活性化した事で、土曜夕方ローカル枠であった『全日本プロレス中継』の視聴率も持ち直し、1985年10月に同番組は土曜19時台に中継枠が移行し、ゴールデンタイムへの復帰を果たした（その後、1988年3月をもってゴールデンタイムからは撤退し、日曜深夜22時30分から23時30分の1時間枠へ移動する）。
この時期、新日本との興行戦争は続いていたが、選手の引き抜きを巡ってはギャラの高騰など経営的に双方に負の効果も招いたほか、新日本ではブロディが団体との対立から参戦をキャンセルする事件も起きたことで、エスカレートする引き抜き合戦の手打ちが新日本・全日本双方により水面下で図られ、双方の弁護士立ち合いの上で1985年末には「引き抜き防止協定」が結ばれる事となった。

#### ジャンボ鶴田と天龍源一郎によるエース体制の確立
その後、1987年にジャパンプロレスが団体の方向性を巡って分裂し、ジャパン残党組から谷津、永源、栗栖正伸、仲野信市の4名とカルガリー・ハリケーンズの高野俊二が全日本に入団した。一方で長州らが新日本に戻ったのをきっかけに、全日本が以前のファイトスタイル（外国人の対決中心）に戻ってしまう事に危機感を抱いた天龍は阿修羅・原と『龍原砲』を組み「地方の試合でも手を抜かない」激しいファイトスタイルを見せた。天龍の決起はいわゆる『天龍革命』と呼ばれ、鶴田、ハンセン、新日から復帰したブロディらと激しいタイトル争いを演じているほか、冬木や川田利明といった賛同者が加わり『天龍同盟』に発展した。一方で天龍からの批判の対象になった鶴田もジャパンから移籍した谷津をパートナーに『五輪コンビ』を組んで『龍原砲』との抗争に発展、さらにはタイガーマスクら若手選手が『決起軍』を結成するなど全日本内の意識改革に大きな貢献を果たすとともに、「見る者にも、痛みの伝わるプロレス」が繰り広げられている。
1986年3月31日、長年加盟していたNWAを脱退する。1984年より馬場は、NWAの第一副会長を務めていたが、WWFによる全米侵攻により各地区のプロモーターに多大な影響が発生したことに加え、ジム・クロケット・ジュニアの権限が強大化したことによってNWA内部のバランスが崩れ、アライアンスとしてのNWAの体制が形骸化したことや、NWAから「鶴田、天龍の世界ヘビー級王座への挑戦は認めない」という指示が出たことでNWAとの関係を見直す契機となり、NWAからの脱退を決めたことで、以降団体内での闘いにシフトしていった。
1987年、ハル薗田が新婚旅行を兼ねて南アフリカへ試合のために向かう途上、南アフリカ航空295便墜落事故に遭遇し夫妻とも不慮の死を遂げた。薗田は31歳というこれから脂の乗ってゆく年代の選手であるだけに期待されており、マシオ駒亡き後の若手に対するコーチ役を務めていたことから組織としても痛手となった。また嘱望されていた輪島もデビューから僅か2年程の活動で1988年12月にプロレスを引退し、阿修羅・原も1988年11月に自身の私生活上の問題（主に多額の借金）などにより、全日本を解雇された。さらに常連外国人選手であったブロディも1988年7月に不慮の死を遂げるなど、この時期にも選手の入れ替わりが少なからず起きている。
全日本のヘビー級タイトルとして、力道山に由来するPWFヘビー級王座、日本プロレス以来のインターナショナル・ヘビー級王座と「UNヘビー級王座」の3つのヘビー級王座が分立し看板となっていたが、昭和末期以降から徐々に各ベルトの統一を図る動きが出てきた。
1988年3月9日の横浜文化体育館大会で、UN王者の天龍とPWF王者のハンセンによるダブルタイトル戦が行われたのを皮切りに、まずは天龍がUNとPWFの二冠王者となり、さらに4月15日の大阪府立体育会館大会で、インターナショナル王者のブロディとのトリプルタイトル戦が行われたが、両者リングアウト決着で三冠統一を果たせなかった。これ以降、3つのヘビー級王座の統一戦が試みられるが、決定戦のたびに引き分けや不透明決着が続き、三冠王座の統一がなかなか進まない状況となった。
最初の統一戦から約1年が経過した1989年4月16日、後楽園ホール大会におけるメインイベントの鶴田（インター王者）対ハンセン（PWF・UN王者）戦も反則裁定に終わり、ついに激怒したファンが暴動寸前にまで陥った。これがきっかけとなって全日本の試合からあからさまなリングアウト・反則裁定が排除され、技による完全決着がつけられるようになる。これが後の鶴田対超世代軍、四天王の激戦を呼ぶ伏線となった。三冠統一は同年4月18日の大田区体育館大会で鶴田が勝利し、初の三冠王者が誕生した事で、以降は三冠ヘビー級王座として、全日本の看板タイトルとして定着する。統一からしばらくは文字通り王者は三本のベルトを巻いていたが、経年劣化によりベルトの老朽化が進んだため、2013年10月27日より一本のベルトに新調された。過去の3本のベルトは修繕のうえで、馬場家に返還されている。

#### 第1次所属選手の大量離脱
1990年4月23日、天龍が馬場に辞表を提出。数日かけて馬場と天龍の話し合いが行われたものの天龍の意思は固く、5月2日に馬場が記者会見を行い天龍の退社を正式に発表。天龍はメガネスーパーにより設立された新団体SWSに移籍を発表する。
天龍退団後はじめての試合となる5月14日の東京体育館大会で2代目タイガーマスクとして活躍していた三沢光晴がマスクを脱ぎ、鶴田に挑む構図が生まれる。そして6月8日に行われたシリーズ最終戦の武道館大会における鶴田vs三沢のシングル戦で三沢が勝利を収め新たなエースが誕生する。
しかしシリーズ終了後の6月中旬に高野、冬木、仲野、鶴見、高木、北原、折原のほか一部レフリーや練習生が一斉に退団しSWSへの移籍を発表。さらに7月には鶴田のタッグパートナーだった谷津、ベテランのカブキもSWSへの移籍を発表する。多くの所属選手、スタッフが移籍したことで一時存続が危惧される事態となった。主に待遇面に不満を持つ形での移籍となったが、馬場の存命中は離脱した選手を再び全日本に参戦させることはなかった。

#### 三沢光晴、川田利明、田上明、小橋健太の台頭
この危機に対し、鶴田に勝利した三沢が川田、小橋建太、菊池毅らと共に『超世代軍』を結成。そこへ鶴田、田上明が中心となる『鶴田軍』、さらに外国人選手との戦いが主軸となり、新たなブームが誕生する。
1992年、鶴田が内臓疾患（B型肝炎）のため一線から退くと、三沢、川田、小橋、田上の『プロレス四天王』（後に秋山準が加わる形で『五強』とも）による戦い（三沢・小橋・秋山らの『超世代軍』と、事実上『鶴田軍』の後継ユニットとなった川田・田上らの『聖鬼軍』の抗争）が中心となり『四天王プロレス』と呼ばれる形へ発展した。ジャパンプロレスのハイスパートレスリング、『天龍革命』によってもたらされた「激しいプロレス」を出発点とする危険度の高い技を次々と繰り出すスタイル（詳しくは「王道プロレス」を参照）は先鋭化し続け、テレビ解説をしていた馬場に「高度すぎて俺には解説できない」と言わしめるほどであった。
一方で馬場、ラッシャー木村、百田光雄らベテラン選手（他にスポット参戦の鶴田、ブッチャーや現役最末期のアンドレ・ザ・ジャイアントなどが加わる）は事実上第一線を退く形で『ファミリー軍団』を結成し、同じくベテラン選手の大熊元司・永源遙・渕正信・マイティ井上（『ファミリー軍団』から移動）らの『悪役商会』との通称『ファミ悪対決』として、試合後の木村のマイクパフォーマンス同様に休憩前の名物となり、当時の全日本のキャッチフレーズでもある「明るく楽しく激しいプロレス」のうち「明るく楽しい」部分で「会場を温める」役割を担った。
この時期には空前絶後の利益をおさめ、年間7回の日本武道館大会を中心に経営的な成功を勝ち取った。日本武道館大会は発売後即完売となるほどの人気を誇った。1998年には東京ドームに初めて進出して『全日本プロレス創立25周年記念大会』を開催している（馬場存命時では唯一の全日本での東京ドーム大会）。この興行により全日本は「王道プロレス」のキャッチコピーが浸透したのである。ただし、メディアコンテンツである「全日本プロレス中継」はこの隆盛をもってしても深夜の放送枠から脱せず、さらには1994年に放送枠が60分が30分に短縮される（ビッグマッチなどは45分に拡大される時もあった）など、後述の打ち切りまで地上波でのプロレス中継は昔のような勢いを取り戻す事はできなかった。

### 三沢光晴体制

#### 馬場・鶴田の死と第2次所属選手の大量離脱
1999年1月31日、馬場が肝不全のため、61歳で死去した。馬場は前年暮れの体調不良による入院で腸閉塞の手術を受けていたが、この段階で上行結腸腺がんがかなり進行していたとされ、馬場の闘病に関しては、夫人で実質的なオーナーであった馬場元子の意向により、ごく一部の親族と側近であった和田京平や仲田龍以外は秘匿され、幹部の鶴田や三沢、百田義浩・光雄兄弟やジョー樋口らにも知らされていなかったとされる。同年4月17日に日本武道館でジャイアント馬場お別れの会「ありがとう」が開かれ、ファンも参列してリングへ献花が行われた。その後、同年5月2日に二度目の東京ドーム興行を開催し「ジャイアント馬場『引退』記念試合」と称して、馬場、ザ・デストロイヤー組対ブルーノ・サンマルチノ、ジン・キニスキー組の時間無制限一本勝負という形式で、馬場の「引退」セレモニーを行った。
同年3月には鶴田も現役を引退して全日本の取締役を退任し、学術研究のため渡米している。この時点で鶴田と元子との間に既に距離が生じていたとされる。鶴田もまた馬場の後を追うように、翌2000年5月17日に渡航先のフィリピン・マニラで肝移植手術中の医療事故により、49歳で急逝した。
同年5月7日の記者会見で同月3日付で、三沢の後任社長への就任と新たに発令された役員人事が公表された。取締役副社長に川田利明と百田光雄、専務取締役に大八木賢一、取締役に元子のほか、渕正信、田上明、小橋健太らが就いた。三沢新体制では馬場存命中には行わなかったビッグマッチでの大胆なカード編成を試みた。また、三沢、仲田龍らは新日本などで行われていた花道やレーザー光線などを使った華やかな演出を提案し続けた。だが、伝統の保持を第一優先と主張する馬場未亡人で実質的なオーナーであった元子との軋轢が生じ、運営方針を巡って三沢や仲田サイドとの対立が続いた。

2000年5月28日、三沢は臨時取締役会で社長を解任された。三沢は社長解任後の6月13日、取締役の退任と全日本退団を表明した。さらに三沢に追従する形で取締役のうち、元子、馬場の姪でもある馬場幸子、渕を除いた全員が辞任し、三沢に同調した小橋、田上を含めた選手26名、練習生1名、大半のスタッフが全日本を退団して『プロレスリング・ノア』を設立。日本テレビも放送枠の深夜帯移行や時間短縮などで継続してきた旗揚げ以来の『全日本プロレス中継』を終了し、所持していた全日本プロレスの株式も手放すこととなった（この経緯で全日本と日本テレビは2001年の『ジャイアント馬場三回忌興行』まで絶縁状態となる）。放送枠は『コロッセオ』を経て『プロレスリング・ノア中継』に切り替えた。これにより放映権料も失う事で、全日本はSWS設立時を上回る旗揚げ以来の最大の危機に陥った。

### 馬場元子体制

#### 残留者による活動
全日本プロレスに残留した所属選手は川田利明、渕正信、マウナケア・モスマン、現職の国会議員であった馳浩の4人のみとなる。選手以外では、レフェリーの和田京平、リングアナウンサーの木原文人、広報1人、そして馬場元子の6人となった。

#### 外部選手の参戦 - 新日本プロレスとの交流
一気に選手層が薄くなり興行活動の危機であったが、新崎人生や奥村茂雄の参戦を皮切りにインディ団体所属選手やフリー選手を参戦させ、さらにはSWS移籍以降は袂を分かっていた天龍源一郎が全日本に参戦した。また、渕が使者となる形で新日本プロレスとの交流に踏み切り、これに応える形で蝶野正洋やかつて全日本に所属していた越中詩郎などが全日本へ参戦を果たした一方で、川田と渕が新日本の興行に出場するようになった。なお、スタン・ハンセンやスティーブ・ウイリアムスといった馬場時代からの常連外国人選手の多くは全日本へ参戦している。大量離脱直後に参戦した選手のうち、天龍、奥村、荒谷信孝、平井伸和、嵐などがその後に全日本所属選手となっている。
2001年1月28日、東京ドーム大会で武藤敬司が全日本に初参戦。ケアに勝利した後に共闘し『BATT』を結成する。その後、新日本所属選手としては初となる三冠ヘビー級王座、世界タッグ王座を獲得し、さらに年末の世界最強タッグ決定リーグ戦も制し、プロレス大賞最優秀選手賞（MVP）を受賞した。武藤は、同年の日本武道館大会の全6大会すべてのメインイベントを務めた。

### 武藤敬司体制

#### 武藤敬司を含めた選手4人の入団
2002年2月26日、新日本を退団した武藤、小島聡、ケンドー・カシン、WCWを退団したカズ・ハヤシが入団。この事態により、一時新日本との交流戦は凍結状態となった。武藤は10月に馬場元子に代わり、全日本の社長に就任している。
武藤の社長就任直後は、三沢社長時代と同様に株式譲渡が無く、再び馬場元子オーナーと実務者の社長という構図の軋轢が生じた。その後、渕とレフェリーの和田らプロパー役員が武藤側に回り、渕、川田、和田の連名で武藤への株式譲渡懇願書を元子に提出した。武藤には無償で株式が譲渡され、元子はオーナーを退き事務所を六本木から移転した。シリーズ興行の定番タイトルだった「ジャイアント・シリーズ」などを変更、WWEでエージェントを行っているジョニー・エースとの繋がりで、ジャマールらWWEを解雇されたレスラーが多く参戦して全日本の伝統でもある「日本人選手対外国人選手」を受け継ぎつつ「明るく、楽しく、激しく、新しい」プロレスをメインコンセプトに馬場全日本のカラーだった「王道プロレス」に代わる「パッケージプロレス」を提唱、実践していることが武藤全日本の特徴であった。
通常の興行は、橋本真也が率いるプロレスリングZERO-ONEとの団体対抗戦後、TAKAみちのくが率いる「RO&D」が参戦。その後、TARUが率いる「VOODOO-MURDERS」や佐々木健介、中嶋勝彦の「健介ファミリー」、鈴木みのる・NOSAWA論外、MAZADA、TAKEMURA、高山善廣にケアを加えた「GURENTAI」の定期参戦、元大阪プロレスの菊タロー、大相撲第64代横綱の曙らの参戦により、新たなファン層の獲得にも成功する。
特別興行では、2002年6月9日にA BATHING APEとのコラボレーションによる「BAPE STA!!PRO-WRESTLING」をZEPP TOKYOで開催。普段は見られない覆面レスラーが多数登場した。また、ファン感謝デーや毎年6月10日に開催される「武藤祭」は非常に好評で、プロレスラーとお笑い芸人がタッグを組んで争われるF-1タッグ王座など、ファンに楽しんでもらえることを中心に構成されていた。さらに、武藤が司会を務めていた番組「武藤敬司☆SHOW」がきっかけで、対談した船木誠勝らが興行に関わったり、同じく対談した夏目ナナのプロデュース興行や、吉沢明歩らが参加したセクシー女優とのコラボ興行を開催した。11月17日、石井和義館長が率いる株式会社ケイ・ワンと協賛で、プロレス版Dynamite!として「ファンタジーファイトWRESTLE-1」を横浜アリーナで開催。
2003年1月19日、「ファンタジーファイトWRESTLE-1」の第2弾を東京ドームで開催。武藤は「WRESTLE-1」の世界を「ファンタジーファイト」と表現した。ちなみにこの興行をフジテレビがプライムタイムで放送したが、サブタイトルは「ボブ・サップのプロレスエンターテインメントショー」と銘打たれ、プロレス中継というよりは当時人気だったサップを中心とした番組として放送された。江崎グリコのプロダクトマネージャーで、全日本のコンディショニングコーチを務めていた桑原弘樹とゴールドジムの協力によるプロレスラー流のトレーニング方法や、サプリメントなどの栄養学を参加者に公開する「武藤塾」を毎年開催しており、番外編として年に1度新人オーディションを開催していた。
かつて全日本の主要大会と言えば日本武道館大会だったが、2004年2月22日を最後に撤退した。代わりに代々木第二体育館に加え、年1〜2回行われた両国国技館での興行「プロレスLOVE in 両国」では、プロレス界で初の試みとなる複数の企業から出資金を募り、1つのイベントを作り上げる製作委員会方式で開催された。4月、テレビ東京で約4年ぶりとなるテレビ中継番組「プロレスLOVE 〜夜のシャイニング・インパクト〜」が開始された。2005年3月以降は、両国大会のみ放映。
2007年4月6日、「全日本プロレス マザー」がGAORAからの映像提供による放送で千葉テレビで開始。その後、岐阜・京都・神奈川でも放送された。また、地上波以外での全国規模の中継ではGAORAが毎週1回、土曜日更新（生中継や再放映有り）で録画中継している他、FIGHTING TV サムライでも随時中継している。GAORAの中継においてはFIGHTING TV サムライの協力を取り付けている。

#### VOODOO-MURDERSによる不祥事
2011年5月29日、スーパーヘイト（平井伸和）が試合後に嘔吐・昏倒したため病院に搬送され「急性硬膜下血腫」の診断を受け緊急手術が行われた。5月31日、VOODOO-MURDERSのリーダーのTARU（多留嘉一）が、試合当日にビジネス上での口論からスーパーヘイトを数発殴打した事を自ら会社に申告した。6月1日、TARUの無期限出場自粛を発表すると共にTARUがスーパーヘイトを殴打したとき控え室に居た河野真幸、稔、MAZADA（正田和彦）の無期限出場停止処分とVOODOO-MURDERSの解散が発表された。なお、TARUとMAZADAは同年11月22日に兵庫県警葺合署により、傷害容疑で逮捕されている（その後、神戸簡易裁判所より両名に罰金30万円の略式命令が下った）。この事件に対する影響は大きく、6月7日、武藤が一連の事件の引責により社長を辞任（選手兼取締役としては留任）し、代わって取締役の内田雅之が第7代社長に就任した。6月19日、レフェリーの和田京平が突如、全日本を退団したが、背景として武藤が早急に謝罪会見を開かなかった対応を批判したところ、「会社への裏切り」と見なされ、契約を解除されたと和田は主張している。

### 白石伸生体制

#### 第3次所属選手の大量離脱
2012年11月1日、スピードパートナーズ（後に八丁堀投資へ社名変更）の社長を務めていた白石伸生が、全日本の株式を100%取得しオーナーになる。旧来の全日本プロ・レスリング株式会社を過去のコンテンツ版権管理などのわずかな役割を残した上で、資本金1億円で全日本プロレスリングシステムズを設立し事業内容を引き継ぎ、新しい運営会社としてスタートを切った。就任した白石はFacebookで過激な発言を繰り返し、槍玉として上げられた新日本プロレスなど外部の人間が抗議するなど反感を呼んだ。結果として後述の全日本の分裂の遠因となったほか、新日本との関係が悪化する原因ともなり、各方面に軋轢を生じた。
2013年6月1日、新役員体制が発表され、社長を務めていた内田雅之が退任し白石が新社長に就任した。一方、武藤は取締役会長を辞任するとともに全日本を退団した。その後、武藤側は白石との間で全日本プロレスの株式の買い戻し等の交渉を進めていたが、交渉が不調に終わったことから退団者と新団体の旗揚げを示唆。全日本の選手とスタッフを中心に退団を呼びかけ、船木誠勝、河野真幸、KAI、真田聖也、中之上靖文、浜亮太、田中稔、カズ・ハヤシ、近藤修司、大和ヒロシ、アンディ・ウー、練習生全員、そして一部のスタッフが退団を表明した。一方で大森隆男、諏訪魔、ジョー・ドーリング、征矢学、SUSHIが全日本への残留を明言したほか、太陽ケア、レフェリーの和田京平が限定的ではあるが全日本へ復帰する方針を明らかにした。

#### 秋山準を含めた選手4人の入団
7月5日、新体制を発表して2月から全日本に参戦していた秋山準、潮崎豪、金丸義信、鈴木鼓太郎、青木篤志が入団（秋山、金丸は13年ぶりに全日本復帰）となり、レフェリーの和田が名誉レフェリーという形で復帰した。白石代表の下、13名（選手10名、スタッフ3名）で再出発することとなった。一方、武藤らは7月10日に新団体『WRESTLE-1』を旗揚げした。7月14日には、態度を保留していた渕正信が取締役相談役に就任する形で残留。従前に比べ手薄となった選手層の補強は以後も積極的に行われ、9月1日付で曙が入団し、10月には練習生4名が入寮した。8月1日、スピードパートナーズ社内で全日株を保有することに反発した幹部たちに対し、白石は自身のスピードパートナーズ社の全株式を売却すると決定。白石はオーナー辞任のうえでスピードパートナーズ社は「株式会社八丁堀投資」に社名変更。同社の傘下企業だった全日本プロレスリングシステムズや、エステ・アパレルなど計5部門を自身の資産管理会社の株式会社レッドウォールジャパンに移し、全日本プロレスリングシステムズの新しい親会社となった。9月11日付で井上博太が代表に昇格し、白石はオーナーとして後方支援を続けた。また、2013年に全日本プロレスリングシステムズ株式会社によって出願された「全日本プロレス」の商標は、白石の株式会社アールワンが継承していたが、2018年12月にオールジャパン・プロレスリング株式会社（次項参照）が譲渡を受けて保有している。

### 秋山準体制
2014年6月4日、秋山が7月1日付で自らが社長となる新法人を設立した上で、全日本の運営を全日本プロレスリングシステムズから引き継ぐ方針であることが明らかになった。所属全選手が秋山に追従する方針である他、馬場元子も秋山を支援する意向を明らかにしている。背景には、2014年に入ってから所属選手へのギャラの支払いが滞り始めていたことがあるという。一方、旧法人オーナーの白石は自らのブログで、資金面の問題について「選手、フロントに甘えがあったので、支援金額を1月から固定化した」「団体経営を理解させるための治療薬」と釈明したうえで、新会社設立について「様々なスポンサーが設立時に出資しやすくするため」と語り、今後は数あるスポンサーの中の一社として団体を支援していく考えを明らかにしていた。7月1日、全日本プロレス・イノベーション株式会社と、同社の完全子会社となるオールジャパン・プロレスリング株式会社が発足し、興行の運営会社とする形で秋山新体制をスタートさせた。全日本プロレス・イノベーションの事務所はケーブルテレビ山形の社内に置かれ、通信放送やグッズ・ファンクラブ・ゲームキャラクターなどの企画・運営を行うコンテンツ会社としての役割を受け持ち、同社が10%の出資を行い、同社の吉村和文社長が会長に就任。オールジャパン・プロレスリングの事務所は7月7日に、もともと合宿所として使用していた横浜市青葉区の施設に移転するほか、諏訪魔が取締役、馬場元子が取締役相談役に就任することが発表された。
2015年秋に入り潮崎、曙、鼓太郎、金丸と相次いで全日本を退団した、興行数が減少していることもあり、選手への給料を従前の固定給から試合の出場給に改める代わり、所属選手の契約形態を専属契約から「所属だが他団体への出場も自由」（いわゆる「専属フリー」）の形に変更する方針も明らかにされた。12月から全日本プロレス・イノベーションとオールジャパン・プロレスリング両社間の関係が分離され、興行権がオールジャパンに完全移行された。社長の秋山を除いた経営陣は11月末で退任し、今後はオールジャパン・プロレスリングが中心となり経営を行っていくことになった。ただし、全日本プロレス・イノベーションはオールジャパン・プロレスリングの株式の34%を保有し続けており、関係は継続されている。
2016年9月30日、BS11で「全日本プロレスイレブン」の放送開始を発表。毎月第3月曜日の23:00から23:30で10月17日からスタート。
2018年3月19日、インターネット動画配信サイト「全日本プロレスTV」サービス開始。主要カードの動画が見られるほか、大規模な大会では生配信も行う。9月19日、「全日本プロレスイレブン」の放送が終了。
2019年6月3日、主にジュニア戦線を担ってきた青木篤志が不慮のバイク事故で急逝。青木は2週間前に世界ジュニアヘビー級王者に返り咲いたばかりで、6月18日に防衛戦を控えた矢先の出来事だった。このため、全日本では王座防衛期限である半年間（同年11月20日まで）は青木を王者と認定し、その間は選手権試合を行わない事とした（後に世界ジュニア王座決定トーナメントを開催）。

### 福田剛紀体制
秋山体制の5年間で、宮原健斗をはじめとする若手が台頭してきたことから秋山が現場に専念するため、2019年7月8日付で社長職を退任。後任にオーナーとして携わってきた福田剛紀が新社長に就任。当初、秋山に取締役会長を打診されたが、秋山自身の「現場でやりたい」という要望を受け、団体初のゼネラルマネージャーに就任することとなった。また社外取締役に2AW取締役会長の十枝利樹が就任。一方で、2016年より取締役となっていた大森隆男が、選手活動に専念するため取締役を退任した。
2020年1月、西武ライオンズや横浜DeNAベイスターズでスポーツビジネスに携わってきた五十嵐聡が取締役副社長に就任。1月16日のプロレス大賞授賞式を最後に、秋山は取締役およびゼネラルマネージャーを退任した。その後、秋山は同年5月9日にDDTプロレスリングのゲストコーチへの就任が発表され、さらに7月1日付でDDTへのレンタル移籍となった。後に秋山は12月31日付で全日本との契約満了に伴い退団し、2月よりDDTに入団している）。秋山のDDT参戦・移籍の背景として、前年にすべての役職を解任されたことに続き、年末に福田から若手の指導をTAJIRIに任せると告げられたとし、そのタイミングでDDTからオファーを受けたことを明らかにしている。選手会長の諏訪魔はいち早く「脱・秋山」を掲げ、福田社長と直接会談に臨み、今後の方向性を確認した。9月4日より、社長の福田によるコラム『全日本プロレス社長からの便り』（第1回のみ『全日本プロレス社長〜福田剛紀からの便り〜』）を公式サイトで毎月1回連載開始。
2021年3月1日付で諏訪魔が専務執行役員に就任。あわせて、副社長の五十嵐聡の辞任が発表された。
2022年9月18日には50周年記念大会を日本武道館で開催。2004年2月22日を最後に撤退した日本武道館での興行が18年ぶりに復活した。

#### 黒幕騒動
2023年後半から2024年初頭にかけて、大森隆男、ヨシ・タツ、石川修司、ブラックめんそーれら主力選手、前述のノア分裂騒動においても残留し長年活動してきたリングアナウンサーの木原文人やレフェリーの李日韓など、スタッフの退団が続出した。一部メディアの報道では、女子団体のActwres girl'Zとの業務提携が突如発表されるなど団体の運営方針が、社長の福田の一存により突如決定するなどして団体内の混乱の元となっていることや、福田自身の数々の言行が批判を招くなど、選手間で福田に対する不信感を招いていることが原因と見られている。また、前年10月から全日本に参戦した中嶋勝彦の「他社からの引き抜き」や「クーデター」を示唆する不穏な発言などから、騒動の黒幕として元新日本プロレス社長のサイモン・ケリー（WWE日本担当アドバイザー）の存在が取り沙汰されるなど、団体内の混迷が見られ、2024年の契約更改においては選手数人が契約締結を保留しているとされているなど、福田体制への不信感が続いている。
後の2024年12月に福田は取材に答え、黒幕の存在を認めたうえで、黒幕の仲介で某団体が接触し、その団体のエンターテインメント志向に沿った行動が批判を招いたこと、某団体が別企業と独占契約を締結したため結果として破談となり、黒幕とも訣別したことを述懐した。またActwres girl'Zとの提携を独断で行ったことは否定し、当初は全日本プロレスと関わりの深いプロレスリングEvolutionから女子選手を招聘する事も考えたが、当時のプロレスリングEvolutionには新人の女子選手が3名しか所属しておらず、3名では長期的なカードが組めないという問題もあり、他団体との絡みもなく、プロレスファンの知名度が低いという理由からActwres girl'Zが最適だと判断し、Evolutionサイドと話し合い了承を得た上でActwres girl'Zとの提携を行ったと述懐している。

#### 世代交代
2024年4月以降は綾部蓮、MUSASHI、リングアナウンサー新土裕二が相次いで入団。図らずも黒幕騒動でベテラン勢が退団したことで世代交代が進み、NEXTREAMの解散・若手主体のユニットELPIDA結成など、新たな世代闘争の機運が起こる。
また諏訪魔が2024年限りで専務取締役を退任し、非常勤取締役に就任。さらに株式会社Evolution代表取締役社長に就任し、自身の試合数を大幅に減らす発表を行う。さらに翌2025年1月2日付で鈴木秀樹が入団。

## 他団体との交流

### 1972年 - 2002年
- 全日本の旗揚げ当時、日本プロレスはまだ健在で参加選手が足りないこともあり、国際プロレスの協力を仰いだ。その過程で国際所属であったサンダー杉山、さらに肥後宗典が全日本に移籍している。その後も1970年代末まで国際プロレスとは交流を持ち、1977年から1978年にかけては対抗戦形式のシリーズも開催された[79]。1978年11月に国際が行った『日本リーグ争覇戦』にもジャンボ鶴田や極道コンビ（大熊元司・グレート小鹿）などの主力選手も派遣していたが、この最中に国際が同月25日に行う蔵前国技館大会に新日本プロレスからストロング小林と小林邦昭の出場が決定した事から、国際との関係に軋轢が生じ始めた。以降、国際側が新日本との交流に舵を切る形となり、馬場はこれに激怒したことで関係が悪化し、1979年2月には新日本・国際による「日本プロレス・コミッション」の設立に至った事で両団体の交流は断絶することとなった。以降は国際が崩壊するまで交流がなかった[80]。その後、国際崩壊時に新日本のリングに上がる事を拒否したマイティ井上と井上が預かった冬木弘道ら若手選手を受け入れており、さらに阿修羅・原もフリー参戦を経て全日本の所属となっている。
- ライバルである新日本との交流はほとんど行われず、わずかに東京スポーツ主催の「プロレス夢のオールスター戦」があるだけだった。その後、新日本から離れた長州らジャパンと提携して交流を持つも、ジャパン崩壊後は独立姿勢を打ち出す。その後、坂口征二が新日本の社長となったことから交流が復活し、1990年2月の新日本プロレス東京ドーム大会への選手派遣、「日米レスリングサミット」（全日本、新日本、WWF共催）などの交流があったものの、天龍らの離脱と猪木の新日本復帰（会長就任）後の意向により、その後は途絶えた。
- プロレス多団体時代を迎え、団体交流が盛んになってからも、全日本では団体交流を行わず、「鎖国」と呼ばれる独立姿勢を保っていた。
- しかし、1990年代も末になるとメンバーが固定していることによるマンネリ化が著しく、ついに「門戸開放」と呼ばれる他団体交流策を打ち出す。1996年9月11日のUWFインターナショナル・神宮球場大会に川田利明を派遣し高山善廣との対決が組まれ、他団体交流の契機となった。その後、1997年9月28日のFMW・川崎球場大会に小橋健太とマウナケア・モスマンが出場し、ハヤブサ・みちのくプロレスの新崎人生のタッグと対戦している[81]。一方で全日本の興行にも、元新日本所属であった藤原喜明やドン荒川（いずれも参戦時点ではフリー）が全日本に参戦し、さらにハヤブサ、新崎人生、WARを主戦場としていた「冬木軍」の邪道、外道、Uインターの高山、垣原賢人と全日本に参戦する団体所属外の選手は少しずつ増えていった[注 26]が、交流の基本路線として「他団体の選手を全日本に招請する」方針であり、Uインター、みちのく、FMW以外の外部団体に全日本所属選手が上がることはほとんど無かった。全日本の興行にも他団体の誰もが出場できる訳ではなく、馬場がメジャー団体として使えると判断した技術力の高い選手だけが僅かながら出場できた。一方で全日本プロレスを離脱した選手の復帰は「裏切り者は許さない」とする方針で、馬場の存命中は一切行われなかった。ただし、大仁田の弟子であるハヤブサ、冬木弘道の「冬木軍」所属である邪道、外道のように、離脱選手の弟子（格）であっても実力が認められれば、受け入れている。
- 馬場没後、三沢が社長に就任して以降は積極的な団体交流を打ち出して、新日本の闘魂三銃士らとの対談がマスコミに掲載されるなどしたが、馬場の妻である馬場元子を含めたフロントとの対立もあってあまり積極的な交流には至らなかった。、三沢らの大量離脱に際しては、選手の穴埋めを図るために、かつて全日本に在籍した天龍や旧WARの選手、さらには対抗団体である武藤敬司、蝶野正洋など新日本の選手、インディペンデントの選手が一気に参戦するようになった。

### 2003年 - 2012年
- 武藤が社長就任直後から交流していたプロレスリングZERO-ONEとの全面戦争が勃発、橋本が奪った三冠ベルトの奪還をねらう全日勢などの熱い戦いが繰り広げられた。その後、三冠王者になった川田はシングルマッチを経験した橋本、小川直也とタッグを結成してハッスルに参戦。
- 2004年には、ハッスルのリングで三冠ヘビー級選手権試合が行われた。グレート・ムタ、小島、カズもスポット参戦。「KAIENTAI DOJO」のTAKAみちのくも定期的に参戦。外国人軍団「RO&D」を引っ張っていた時期から、試合前に前説を行い、以後、他の選手が前説を行う形が定着している。
- 武藤がTNAとの業務提携のため単身渡米し、お互いの選手派遣、若手選手の交換留学などを実現させている。また武藤が世界中のプロレス団体に参戦するなどして、気に入った選手に直接オファーを出したり、選手から参戦を直訴されることも多くなっている。
- 全日本を離脱した三沢が社長として旗揚げしたノアとは、お互いの方針から交流がなく絶縁とも言われたが2004年7月、武藤と三沢のタッグマッチが行われて試合後に小島が三沢にシングルマッチでの対戦を直訴して、三沢が4年ぶりに古巣に参戦。その後10月の武藤敬司デビュー20周年記念興行では武藤と三沢がタッグを組んだ。武藤の新日本脱退、全日本の社長就任でこの両者の対戦の可能性は絶望的と考えられていたため注目された。
- 2005年8月と10月、「WRESTLE-1 GP」が開催。全日本からムタ、諏訪間（現：諏訪魔）、ノアからは三沢、小川良成、秋山が参戦したが、両団体の選手が絡むことはなかった。
- 2006年、佐々木健介のデビュー20周年興行に全日本、ノアが協力。健介とのトークで出場した武藤と小島が、試合後に健介とタッグを結成した小橋とリング上で握手している。小島は小橋のことを今でも尊敬する人物の1人として挙げている。
- 2008年、丸藤正道が参戦して土方隆司を破って世界ジュニアヘビー級王者になると近藤との試合では年間最高試合賞を獲得。
- 2009年2月6日、カズとの選手権試合では興行史上初めてジュニアヘビー級の選手権試合がメインで行われた。その後、三沢が急逝。小島の呼びかけにより、小橋が古巣に参戦して対戦。その後、三沢追悼興行に武藤が参戦して田上明とタッグを結成して小橋&高山善廣組と対戦。
- 2003年以降、新日本との交流を打ち出して2005年には新日本の提案により、全日本の三冠ヘビー級王座と新日本のIWGPヘビー級王座それぞれのベルトを賭けた、史上初のWタイトルマッチが両国国技館で行われ、小島聡が天山広吉を破り四冠統一王者になったが、5月に天山に敗れてIWGPヘビー級王座から転落。翌年には新日本プロレスG1 CLIMAX2006に、5年ぶり7度目の出場をしたが、決勝で天山に敗れて準優勝に終わった。その後、小島と天山は共闘することになり、年末の世界最強タッグ決定リーグ戦では、2003年1月4日以来のテンコジを復活させて優勝を果たした。
- 2007年1月4日、新日本の東京ドーム大会に全面協力することを発表。IWGPヘビー級王座に太陽ケアが挑戦、また三冠ヘビー級王座に新日本の永田裕志が挑戦するタイトルマッチが行われた（双方王座防衛）。また武藤&蝶野組対天山&小島組という団体の垣根を越えた新旧世代のタッグマッチがあり、試合後、およそ8年ぶりのタッグを結成して勝利した武藤と蝶野が、闘魂三銃士の同胞だった橋本真也の生前の姿がスクリーンに映されトレードマークだった白い鉢巻を掲げるセレモニーがあった。
- 2008年1月4日、東京ドームでグレート・ムタが参戦して後藤洋央紀と対戦。4月には武藤が中邑真輔に勝利してIWGPヘビー級王者になった。7月には欠場中の小島が新日本のリングに参戦して天山を救出。テンコジを復活する形になり、そのままG1に参戦を表明。
- 8月31日、全日本の興行で初めてIWGPヘビー級選手権試合を開催。王者である武藤がG1 CLIMAX優勝者の後藤洋央紀に勝利して防衛に成功。小島と天山はその後、新日本のG1タッグリーグ戦、全日本の世界最強タッグリーグ戦でダブル優勝を果たした。
- 10月に行われた蝶野のデビュー25周年記念試合で、蝶野&武藤&小橋組対中西&小島&秋山組のメジャー3団体による豪華な6人タッグマッチが実現。
- 2008年からは女子プロレスラーの参戦も主に地方巡業で見られるようになっている。一方で、同じく横浜に道場を置いていたNEO女子プロレスに小島が参戦。
- 2009年3月、新日本、全日本、ノアの3団体でプロレスラーの共通ライセンス構想を発行する構想も浮上するなど良好な関係を築いていたが、2010年6月に全日本が一方的に同構想から離脱したことに新日本とノアが反発して全日本は「ライセンス構想と選手の交流は別の話」、「鎖国しているわけではないので来る者は拒まず」との姿勢を打ち出しているものの以後、新日本とノアは態度を硬化させ、特にノアとの交流は一時完全に途絶えた[82]。一方で関西を地盤とする準メジャー団体のDRAGON GATEとは2011年に共通の放送局であるGAORAの開局記念番組として「スーパーファイト2011」を開くに至った。
- 2011年3月11日、東北地方太平洋沖地震が発生したため、「被災者へのチャリティー目的などでメジャー団体が一致団結する必要がある」との認識から新日本、ノアとの関係が改善。4月のチャンピオン・カーニバルに新日本から永田裕志、ノアから秋山が参戦することが決定するなど、両団体との交流が復活した。
- 10月23日、両国国技館で三冠ヘビー級王座はノアの秋山、世界タッグ王座はAAAのダーク・オズ&ダーク・クエルボ、世界ジュニアヘビー級王座はDDTプロレスリングのケニー・オメガ、アジアタッグ王座は大日本プロレスの関本大介&岡林裕二へ、史上初めて4つのタイトル全てが同日に他団体へ流出。
- 2012年7月1日、共に旗揚げ40周年を迎える新日本プロレスとの合同興行「サマーナイトフィーバー in 両国 WE ARE PRO-WRESTLING LOVE!」を両国国技館で開催。

### 2013年 - 2014年
- 前述の通り、白石が自身のFacebookを通じて他団体に対して挑発的な態度を取り続けた結果、新日本プロレス会長の木谷高明、武藤らが猛反発をして木谷は東京スポーツのインタビューで全日本との絶縁を宣言。一連の騒動が後に分裂騒動に発展した。また、ノアと決別する形で退団したバーニングの5人が全日本に所属したため、ノアとの関係も微妙なものとなり交流は行われていない。他にも、プロレスリングZERO1、大日本なども白石の「鎖国」発言を機に交流相手をWRESTLE-1に鞍替えした。新体制移行後に交流している団体はDDT、DRAGON GATE、KAIENTAI DOJO、プロレスリングFREEDOMS、IGFなどが挙げられる。その一方でフリー選手などが参戦して選手層を埋めている。なお、白石のFacebookは後に閉鎖されてブログへ移行となった。ブログへ移行後も新日本、ノア、WRESTLE-1、IGFへの挑発的な態度を繰り返していたが、白石のブログ自体は2015年5月以降更新が途絶えている。
- 秋山体制に移行してからは、曙が再びZERO1に参戦するようになったが新日本、ノアとの交流は再開せず、分裂時のいきさつからWRESTLE-1との交流も行われていなかった。
- 2014年末、ユニオンプロレスから福田洋が半年間のレンタル移籍することになっていたが、福田の怪我により一旦白紙に戻った。

### 2015年以降
- 2015年、諏訪魔がIGFの藤田和之との対戦を熱望。IGFの大阪大会に諏訪魔単身で乗り込みアピールしたが、当のIGF側からは交流をはぐらかされた。大日本に関しては新日本やノアと同じく交流が途絶えていたが、2015年12月20日の大日本の興行に諏訪魔が出場して交流を再開している。
- 2016年、大日本とは再び交流を行っており全日本には関本、岡林、橋本和樹が参戦して大日本側には諏訪魔を筆頭に数名が参戦した。さらには両団体の若手主体興行を月1回、交互に開催している（全日本側の興行タイトルは「AJ PHOENIX」、大日本側は「D-RIZE」）。自主興行の減少をカバーするため、過去のトラブルから交流が途絶えている新日本、ノア、WRESTLE-1を除く団体との交流が積極的に行われていた。
- 2016年5月4日のWRESTLE-1後楽園ホール大会で、武藤が闘いたい相手として秋山を指名。8月11日のWRESTLE-1横浜文化体育館大会で武藤とタッグで対決。7月20日には、新日本とノアの共催による第6回「スーパーJカップ」に青柳優馬が出場している。これ以降、両団体の交流は無かったが、2017年4月13日のライオンズゲートに青柳優馬と岩本煌史が出場し、邪道&外道と対戦。新日本との交流が再開されている。
- ノアとは、直接的な交流がない状況が続いていたが2018年のチャンピオンカーニバルに丸藤正道が出場し、流動的ではあるが交流が再開された。これで、ほぼ全てのプロレス団体との交流が行われるようになった。
- 2019年には馬場の没20年追善興行、2021年には23回忌追善興行が行われ、さまざまな団体との交流が行われた。

### 2020年以降
- 2021年に旗揚げされたGLEATの興行に、全日本選手が不定期に参戦。
- 2022年4月15 - 16日に行われる後楽園ホール60周年記念「還暦祭」で、16日には「50周年 新日本プロレス＋全日本プロレス」が開催された[83]。
- 同年9月18日の日本武道館大会に、AEWのクリストファー・ダニエルズが参戦、青柳優馬との一騎討ちを行う[84]。
- 2023年3月、全日本プロレス主催によるGLEATとの全面対抗戦が開催された。
- 6月、新日本とノアとの合同興行「ALL TOGETHER AGAIN」が開催された。以降、宮原健斗が新日本プロレスに初参戦を果たす。
- 8月、ノアのリーグ戦「N-1 VICTORY」に安齊勇馬が初出場。
- 12月31日、MLW所属のデイビーボーイ・スミス・ジュニアが参戦[注 27]。翌2024年1月3日にはWWE・NXT所属のチャーリー・デンプシーが三冠に挑戦[85]し、海外団体との交流が行われた。
- 2024年5月29日、全日本プロレスにNWA世界ヘビー級王者のEC3が参戦。本田竜輝を対戦相手に保持する同王座の防衛戦を行う。なお、NWA世界ヘビー級のタイトルマッチが日本のプロレス団体で行われたのは2017年以来の事で、さらに全日本プロレスのリングで同王座の防衛戦が最後に行われたのは1989年3月8日のリッキー・スティムボートVS2代目タイガーマスク（三沢光晴）戦以来であり、約35年ぶりの全日本プロレスでのタイトルマッチ開催となった。

## 興行のシリーズ名
- 1月：新春ジャイアント・シリーズ→新春シャイニング・シリーズ→ニューイヤーウォーズ
- 2月 - 3月：エキサイト・シリーズ
- 3月 - 4月：ホールドアウト・ツアー→ドリームパワー・シリーズ、チャンピオン・カーニバル
- 5月 - 6月：スーパーパワー・シリーズ→ライズアップ・ツアー→スーパーパワー・シリーズ、ダイナマイト・シリーズ
- 7月 - 9月：サマーアクション・シリーズ→サマーアクション・シリーズ、サマーインパクト、スーパーデラックス・シリーズ
- 10月：ジャイアント・シリーズ→シャイニング・シリーズ→アニバーサリー・ツアー→ジャイアント・シリーズ→旗揚げ記念シリーズ
- 11月 - 12月：世界最強タッグ決定リーグ戦

シリーズ名の「ジャイアント・シリーズ」はジャイアント馬場のリングネーム、「シャイニング・シリーズ」は武藤のオリジナル技「シャイニング・ウィザード」、「ホールドアウト・ツアー」は武藤の入場曲「HOLD OUT」になぞらえていた。2021年から大田区総合体育館大会はタイトルマッチが多く組まれる「CHAMPION'S NIGHT」としてシリーズを問わず開催している。

## ブランド
AJ PHOENIX
2016年に行われた、若手選手による興行。大日本プロレス主催の若手選手による興行「D-RIZE」と隔月で交互に開催している（奇数月が大日本主催、偶数月が全日本主催）。
NEW AGE CHRONICLE-Z
ライジングHAYATOの提唱・プロデュースによる、キャリア10年未満の選手による興行。読みは「ニューエイジ・クロニクルズ」。

## タイトルホルダー
| タイトル                          | 保持者                 | 歴代    |
| --------------------------------- | ---------------------- | ------- |
| 三冠ヘビー級王座                  | 斉藤ジュン             | 第75代  |
| 世界タッグ王座                    | 鈴木秀樹 真霜拳號      | 第101代 |
| 世界ジュニアヘビー級王座          | 青柳亮生               | 第72代  |
| アジアタッグ王座                  | 青柳優馬 青柳亮生      | 第126代 |
| GAORA TV チャンピオンシップ       | 他花師                 | 第29代  |
| 全日本プロレスTV認定6人タッグ王座 | 大森北斗 羆嵐 吉田隆司 | 第11代  |

| タイトル                   | 覇者                | 年代   |
| -------------------------- | ------------------- | ------ |
| チャンピオン・カーニバル   | 斉藤レイ            | 2025年 |
| 世界最強タッグ決定リーグ戦 | 斉藤ジュン 斉藤レイ | 2024年 |
| 王道トーナメント           | 綾部蓮              | 2024年 |
| ゼンニチJr.フェスティバル  | 青柳亮生            | 2025年 |
| Jr. TAG BATTLE OF GLORY    | 石田凱士 鈴木鼓太郎 | 2023年 |

## 所属選手・主要参戦選手

### ゼンニチ本隊
- 井上凌
- 田村男児
- 長尾一大心〈欠場中〉
- 宮原健斗
- MUSASHI
- デイビーボーイ・スミスJr.（フリー）

### バカの時代
- 諏訪魔〈限定参戦〉
- 鈴木秀樹
- 青柳優馬
- 佐藤光留（パンクラスMISSION）
- 阿部史典（格闘探偵団）
- 宮本裕向（暗黒プロレス組織666）
- 真霜拳號（2AW）
- 立花誠吾（アップタウン）

### 北斗軍
- 大森北斗
- 羆嵐（フリー）
- 愛澤 No.1（フリー）
- ハートリー・ジャクソン（フリー）
- ジャック・ケネディ（柳ケ瀬プロレス）
- サイラス（フリー）
- 他花師（DRAGONGATE）

### 斉藤ブラザーズ
- 斉藤ジュン
- 斉藤レイ〈欠場中〉
- "ミスター斉藤"土井成樹（フリー）
- セニョール斉藤（フリー）

### HAVOC
- 芦野祥太郎
- ザイオン（フリー）
- オデッセイ（フリー）

### 無所属
- 青柳亮生
- 綾部蓮
- 安齊勇馬
- 渕正信〈限定参戦〉
- 本田竜輝
- ライジングHAYATO（愛媛プロレス兼任所属）
- 黒潮TOKYOジャパン（アップタウン）
- 土方隆司（フリー）
- 吉岡世起（フリー）
- タロース（英語版）（NWA）

## 現在のタッグチーム
斉藤ブラザーズ
- 斉藤ジュン
- 斉藤レイ

ビジネスタッグ
- 宮原健斗
- 青柳優馬

東京ヤンキース
- 黒潮TOKYOジャパン
- 立花誠吾

むーちゃんせーちゃん
- MUSASHI
- 吉岡世起

## スタッフ

### 名誉レフェリー
- 和田京平

### レフェリー
- 神林大介
- 岡田裕也（プロレスリングBASARA）
- 二子玉川（フリー）
- 緒方公俊（H.J.T Production）

### リングアナウンサー
- 新土裕二
- ライチ聖矢（フリー）

### PWF会長
- ドリー・ファンク・ジュニア（2013年10月27日 - ）

### 選手会
- 会長 : 宮原健斗（2024年1月 - ）[90]
- 副会長 : MUSASHI（2025年1月 - ）[91]

## 役員
オールジャパン・プロレスリング株式会社
- 第2代代表取締役社長 : 福田剛紀（2019年7月 - ）
  - 社外取締役 : 十枝利樹（2019年7月 - ）
  - 非常勤取締役 : 諏訪間幸平（2025年1月 - ）[92]

## 歴代タイトル
- アジアヘビー級王座
- PWFヘビー級王座
- PWF世界タッグ王座
- インターナショナル・ヘビー級王座
- インターナショナル・タッグ王座
- UNヘビー級王座
- F-1タッグ王座

## 歴代リーグ戦・トーナメント戦
- オープン選手権
- 世界オープンタッグ選手権
- あすなろ杯争奪リーグ戦
- ジュニアヘビー級リーグ戦
- ジュニアタッグリーグ戦
- JUNIOR HYPER LEAGUE
- JUNIOR HYPER TAG LEAGUE

## 歴代所属選手
- 秋山準（1992年 - 2000年→プロレスリング・ノア→2013年 - 2020年→DDTプロレスリングへレンタル移籍→フリー→DDTプロレスリング）
- 浅子覚（1991年 - 2000年→プロレスリング・ノア→2002年引退）
- アポロ菅原（国際プロレス→1981年 - 1986年→パイオニア戦志→新日本プロレス→SWS→NOW→新東京プロレス→フリー）
- 嵐（1987年 - 1990年→SWS→PWC→SPWF→WAR→フリー→2001年 - 2006年→ドラディション→フリー→天龍プロジェクト→フリー）
- 荒谷望誉（オリエンタルプロレス→IWA流山→フリー→I.W.A.JAPAN→フリー→WAR→フリー→2000年 - 2009年引退）
- アンディ・ウー（2012年 - 2013年→WRESTLE-1→フリー）
- 石狩太一（2002年 - 2005年→フリー→キングスロード→フリー→新日本プロレス）
- 石川修司（DDTプロレスリング→ユニオンプロレス→フリー→2019年 - 2024年→フリー）
- 石川孝志（フリー→1979年 - 1988年引退→1990年復帰→SWS→新東京プロレス→1998年引退）
- 伊藤正男（日本プロレス→1976年 - 1986年引退）
- 稲葉大樹（2013年→WRESTLE-1→フリー→プロレスリング・ノア）
- 井上雅央（1991年 - 2000年→プロレスリング・ノア→フリー）
- 岩本煌史（スポルティーバエンターテイメント→2017年 - 2021年→フリー）
- 蝦名和紀（2018年 - 2018年引退）
- 大仁田厚（1974年 - 1984年引退→1988年復帰→FMW→1995年引退→1996年復帰→FMW→フリー→2005年引退→2006年復帰→2006年引退→2007年復帰→2007年引退→大仁田厚事務所→2008年復帰→大仁田厚事務所→2010年引退→2010年復帰→大仁田厚事務所→ファイヤープロレス→2017年引退→2018年復帰→大仁田厚事務所）
- 大森隆男（1992年 - 2000年→プロレスリング・ノア→WJプロレス→フリー→プロレスリングZERO1-MAX→フリー→2012年 - 2023年→フリー）
- 小川良成（1985年 - 2000年→プロレスリング・ノア→2024年引退）
- 岡田佑介（2017年 - 2020年→フリー→DDTプロレスリング→2024年引退）
- 奥村茂雄（IWA格闘志塾→新東京プロレス→フリー→2000年 - 2004年→CMLL）
- 折原昌夫（1990年→SWS→WAR→フリー→FFF→フリー→MOBIUS）
- KAI（2007年 - 2013年→WRESTLE-1→フリー→DRAGONGATE）
- 垣原賢人（UWF→UWFインターナショナル→キングダム→フリー→1999年 - 2000年→プロレスリング・ノア→フリー→新日本プロレス → 2006年引退）
- カズ・ハヤシ（ユニバーサル・プロレスリング→みちのくプロレス→WCW→HAW→2002年 - 2013年→WRESTLE-1→フリー→GLEAT→2024年引退）
- 金丸義信（1996年 - 2000年→プロレスリング・ノア→2013年 - 2015年→フリー→新日本プロレス）
- 川田利明（1982年 - 2005年→フリー→2010年休業）
- 菊地毅（1988年 - 2000年→プロレスリング・ノア→フリー→2021年引退）
- 北原光騎（1988年 - 1990年→SWS→WAR→キャプチャー・インターナショナル→2018年引退）
- グレート小鹿（日本プロレス→1976年 - 1988年引退→大日本プロレス→1997年復帰）
- KENSO（新日本プロレス→WJプロレス→WWE→ハッスル→CMLL→AAA→フリー→2010年 - 2015年→フリー）
- ケンドー・カシン（新日本プロレス→2002年 - 2004年→フリー）
- 河野真幸（2003年 - 2005年→フリー→新日本プロレス→2009年 - 2013年→WRESTLE-1→フリー）
- 越中詩郎（1979年 - 1985年→アジアプロレス→新日本プロレス→WJプロレス→フリー→Office K2）
- 小島聡（新日本プロレス→2002年 - 2010年→フリー→新日本プロレス）
- 小橋健太（1987年 - 2000年→プロレスリング・ノア→2013年引退→Fortune KK）
- 小林健太（2000年→プロレスリング・ノア→NXT→WWE→フリー→新日本プロレス→プロレスリング・ノア）
- 近藤修司（闘龍門2000プロジェクト→闘龍門JAPAN→DRAGONGATE→フリー→Dragondoor→プロレスリングElDorado→2008年 - 2013年→WRESTLE-1→フリー）
- ザ・グレート・カブキ（日本プロレス→1976年 - 1990年→SWS→WAR→新東京プロレス→I.W.A.JAPAN→1998年引退→2009年復帰→フリー→2017年引退）
- 佐藤昭雄（日本プロレス→1972年 - 1985年→WWF→フリー→引退）
- 佐藤恵一（2015年 - 2016年→フリー）
- 真田聖也（2007年 - 2013年→WRESTLE-1→WRESTLE-1、TNAとのダブル所属→フリー→S.P.E→新日本プロレス）
- 潮崎豪（プロレスリング・ノア→2013年 - 2015年→フリー→プロレスリング・ノア）
- 志賀賢太郎（1994年 - 2000年→プロレスリング・ノア→フリー→休業）
- ジェイク・リー（2011年 - 2011年引退→2015年復帰 - 2022年→フリー→プロレスリング・ノア→新日本プロレス）
- スーパーヘイト（SWS→WAR→フリー→2001年 - 2011年→フリー→療養休業）
- SUSHI（2012年 - 2017年→フリー）
- 鈴木鼓太郎（プロレスリング・ノア→2013年 - 2015年→フリー→J-Athlete→GLEAT）
- 駿河一（2008年 - 2008年引退）
- ゼウス（大阪プロレス→フリー→2015年 - 2021年→大阪プロレス）
- 曹駿（2010年 - 2012年引退）
- 征矢匠（2011年 - 2012年引退→2016年復帰→信州プロレスリング）
- 征矢学（無我ワールド・プロレスリング→2007年 - 2013年→フリー→WRESTLE-1→フリー→プロレスリング・ノア）
- タイガー戸口（日本プロレス→フリー→1979年 - 1981年→新日本プロレス→フリー→2022年引退）
- 太陽ケア（1994年 - 2013年→フリー→王道→2025年引退）
- 田上明（ジャパンプロレス→1988年 - 2000年→プロレスリング・ノア→2013年引退）
- 高杉正彦（国際プロレス→1982年 - 1986年→フリー→パイオニア戦志→オリエンタルプロレス→湘南プロレス）
- 高野俊二（新日本プロレス→フリー→1988年 - 1990年→SWS→PWC→PWC→フリー）
- 高山善廣（UWFインターナショナル→フリー→1999年 - 2000年→プロレスリング・ノア→フリー→高山堂→2017年休業）
- 滝川隆寿（1981年 - 1981年引退）
- TAJIRI（I.W.AJAPAN→大日本プロレス→フリー→ECW→WWE→ハッスル→SMASH→WNC→WRESTLE-1→WWE→フリー→2021年 - 2022年→九州プロレス）
- 田中稔（プロフェッショナルレスリング藤原組→格闘探偵団バトラーツ→新日本プロレス→フリー→2011年 - 2013年→WRESTLE-1→フリー→GLEAT）
- 塚本竜馬（2021年 - 2022年→フリー）
- 寺西勇（東京プロレス→国際プロレス→フリー→ジャパンプロレス→1987年 - 1992年引退→フリー）
- 天龍源一郎（1976年 - 1990年→SWS→WAR→フリー→2000年 - 2003年→フリー→天龍プロジェクト→2015年引退）
- 長井満也（リングス→フリー→2000年 - 2002年→新日本プロレス→フリー→ドラディション）
- 中之上靖文（2010年 - 2013年→WRESTLE-1→フリー→大日本プロレス）
- 仲野信市（新日本プロレス→新日本プロレス興行→ジャパンプロレス→1986年 - 1990年→SWS→NOW→PWC→レッスル夢ファクトリー→フリー→2001年引退→フリー）
- 野村直矢（2014年 - 2021年→キットジャパン）
- 橋誠（1998年 - 2000年→プロレスリング・ノア→フリー→2012年引退）
- 馳浩（新日本プロレス→1997年 - 2006年引退）
- 浜亮太（2008年 - 2013年→WRESTLE-1→フリー→大日本プロレス）
- 土方隆司（格闘探偵団バトラーツ→フリー→2002年 - 2010年→フリー）
- BUSHI（2007年 - 2012年→新日本プロレス）
- 藤井誠之（日本プロレス→1972年 - 1973年引退）
- 船木誠勝（新日本プロレス→UWF→プロフェッショナルレスリング藤原組→パンクラス→パンクラス東京→2000年引退→ビッグマウス・ラウド→チームARMS→2007年復帰→2010年 - 2013年→WRESTLE-1→フリー）
- ブラックめんそーれ（プロレスリングElDorado→沖縄プロレス→2014年 - 2024年→フリー）
- ブルート一生（2005年 - 2007年引退）
- 本田多聞（1993年 - 2000年→プロレスリング・ノア→フリー）
- 本間朋晃（大日本プロレス→フリー→2002年 - 2006年→フリー→新日本プロレス→フリー→シアタープロレス花鳥風月→フリー→新日本プロレス）
- マティ鈴木（日本プロレス→国際プロレス→1973年 - 1975年→フリー→1978年引退）
- 丸藤正道（1998年 - 2000年→プロレスリング・ノア）
- 丸山敦（大阪プロレス→フリー→先駆舎→フリー→2018年 - 2022年→大阪プロレス）
- 宮本和志（2001年 - 2005年→キングスロード→フリー→天龍プロジェクト→フリー→和志組）
- 武藤敬司（新日本プロレス→2002年 - 2013年→WRESTLE-1→フリー→プロレスリング・ノア→2023年引退）
- 百田光雄（日本プロレス→1972年 - 2000年→プロレスリング・ノア→フリー→天龍プロジェクト→リキエンタープライズ）
- 森嶋猛（1998年 - 2000年→プロレスリング・ノア→2015年引退）
- 谷津嘉章（新日本プロレス→新日本プロレス興行→ジャパンプロレス→1986年 - 1990年→SWS→SPWF→WJプロレス→フリー→2010年休業→2015年復帰）
- 大和ヒロシ（2007年 - 2013年→WRESTLE-1→フリー）
- 山本英俊（1986年 - 1986年引退）
- ヨシ・タツ（新日本プロレス→WWE→フリー→2020年 - 2023年→フリー）
- 力皇猛（2000年→プロレスリング・ノア→2012年引退）

## 歴代ユニット
- 鶴田軍
- ファビュラス・フリーバーズ
- 国際血盟軍
- 決起軍
- 天龍同盟
- ファミリー軍団
- 悪役商会
- 超世代軍
- 聖鬼軍
- GET
- TOP
- BURNING
- MOVEMENT
- UNTOUCHABLE
- NO FEAR
- BATT
- 武藤軍
- WAR軍
- RO&D
- ラブマシンズ
- VOODOO-MURDERS
- メキシコ・アミーゴス
- メキシコ・アミーゴス・ブラック
- サムライ・ジャパン
- サムライ・ニュー・ジャパン
- GURENTAI
- F4
- チーム・ディストラクション
- NEW GENERATION FORCE
- 超党派軍
- TEAM ビチッと!
- STACK OF ARMS
- LAST REVOLUTION
- Xceed
- DK
- アックス・ボンバーズ
- DARK NIGHTMARE
- Sweeper
- 陣 JIN
- TOTAL ECLIPSE
- PURPLE HAZE
- 健斗とイケメンとアキラとHAYATOの大冒険
- GUNGNIR OF ANARCHY
- NEXTREAM
- Evolution
- ELPIDA

## 歴代タッグチーム
- 極道コンビ
- ザ・ファンクス
- 地上最凶悪コンビ
- テキサス・アウトローズ
- バリアント・ブラザーズ
- ロイヤル・カンガルーズ
- フォン・エリック・ブラザーズ
- ザ・シープハーダーズ
- 超獣コンビ
- ラリアット・ライダーズ
- 鶴龍コンビ
- 帝王コンビ
- ロード・ウォリアーズ
- ファビュラス・フリーバーズ
- ブリティッシュ・ブルドッグス
- USエクスプレス
- ザ・ラシアンズ
- ザ・ムーンドッグス
- ロックンロール・エクスプレス
- 龍原砲
- 五輪コンビ
- フットルース
- ビッグ・テキサンコンビ
- カンナム・エクスプレス
- ザ・ファンタスティックス
- ニュー・ミラクル・パワーコンビ
- 義兄弟コンビ
- ブロンド・ボンバーズ
- ナスティ・ボーイズ
- 大巨人コンビ
- 殺人魚雷
- ザ・ランド・オブ・ジャイアンツ
- ザ・ブラック・ハーツ
- ニュー・ブリティッシュ・ブルドッグス
- 日米新世代ミサイル・タッグ
- ニュー・ブラックジャックス
- ザ・ヘッドハンターズ
- NO FEAR
- バーシティ・クラブ21
- ハリス・ブラザーズ
- クロニック
- コジケア
- コジカズ
- テンコジ
- ターメリック・ストーム
- チーム3D
- チーム246
- es
- SMOP
- ジュニア・スターズ
- GET WILD
- 情熱変態バカ
- 寿司親父
- ワイルド・バーニング
- 変態自衛隊
- ザ・ビッグガンズ
- ノムヤギ
- ヨシケン
- 暴走大巨人
- ザ・ボンバー
- ワイルドめんそーれ
- 変態アブソリュート
- 暴走SUPLEX

## 歴代スタッフ
- 海野宏之（レフェリー）
- 川崎信男（レフェリー）
- 桜井公正（レフェリー）
- ジェリー・マードック（レフェリー）
- 西永秀一（レフェリー）
- 新田勝平（レフェリー）
- 福田明彦（レフェリー）
- 村山大値（レフェリー）
- 山本義浩（レフェリー）
- ボンバー斉藤（レフェリー）
- 李日韓（レフェリー）
- 阿部誠（リングアナウンサー）
- 難波信二（リングアナウンサー）
- 原軍治（リングアナウンサー）
- 奥田亮（リングアナウンサー）
- 木原文人（リングアナウンサー）
- 内田雅之（代表取締役）
- 下地啓司（営業部長）
- 南雄介（営業部）
- 黒田亜紀子（営業企画）
- 鈴木隆弘（広報部）
- 高林大輔（広報部）
- 飯橋一敏（営業部）

## 歴代選手会

### 選手会長
- ジャンボ鶴田
- 田上明
- 小島聡
- 諏訪魔（2010年8月 - 2013年6月[93]、2019年6月[94] - 不明）
- 潮崎豪（2014年7月 - 2015年9月）[95]
- 青木篤志（2016年1月 - 2019年6月）[96]
- 石川修司（不明 - 2023年12月）[97]

### 副会長
- グレート小鹿
- 佐藤昭雄
- 近藤修司（2010年8月 - 2013年6月）

## 歴代役員

### 全日本プロ・レスリング株式会社
- 初代代表取締役社長 : 馬場正平（1972年10月 - 1981年12月）
  - 取締役 : 百田義浩（リングアナウンサー兼任）
- 第2代代表取締役社長 : 松根光雄（1982年1月「日本テレビ」から出向 - 1989年3月）
  - 代表取締役会長 : 馬場正平
  - 専務取締役 : 村上義昭
  - 取締役 : 百田義浩、木村誠宏（経理部兼任）
- 第3代代表取締役社長 : 馬場正平（1989年4月 - 1999年1月）[注 28]
  - 取締役 : 百田義浩、百田光雄、鶴田友美、三沢光晴、伊藤宏、大峡正男（営業部兼任）、大八木賢一（日本テレビ）（経理部兼任）
- 第4代代表取締役社長 : 三沢光晴（1999年5月 - 2000年6月）
  - 取締役副社長 : 百田光雄、川田利明
  - 専務取締役 : 大八木賢一（日本テレビ）
  - 取締役 : 馬場元子、馬場幸子、百田義浩、渕正信、田上明、小橋健太
  - 監査役 : 大峡正男
- 第5代代表取締役社長 : 馬場元子（2000年7月 - 2002年9月）
  - 取締役 : 馬場幸子、渕正信、川田利明、三橋祐輔
- 第6代代表取締役社長 : 武藤敬司（2002年10月 - 2011年6月）
  - 取締役（2002年 - 2004年） : 渕正信、川田利明、和田京平、三橋祐輔、渡辺秀幸（2002年2月「新日本プロレス」から移籍）、青木謙治（2002年2月「新日本プロレス」から移籍 - 2005年10月）、高橋英樹（2002年2月「FMW」から移籍 - 2005年10月）
  - 取締役（2005年 - 2011年） : 内田雅之、林和広
- 第7代代表取締役社長 : 内田雅之（2011年6月 - 2012年11月）
  - 取締役 : 武藤敬司、林和広

### 全日本プロレスリングシステムズ株式会社
- 初代代表取締役社長 : 内田雅之（2012年11月 - 2013年5月）
  - 取締役副社長 : 三阪輝（2012年11月「スピードパートナーズ」から出向）
- 第2代代表取締役社長 : 白石伸生（2013年6月 - 2013年8月）
  - 取締役 : 三阪輝、井上博太（2013年6月「スピードパートナーズ」から出向）、佐藤智彦（2013年6月「スピードパートナーズ」から出向）
  - 取締役相談役 : 渕正信
- 第3代代表取締役社長 : 井上博太（2013年9月 - 2014年6月）
  - 取締役 : 三阪輝、佐藤智彦
  - 取締役相談役 : 渕正信

### オールジャパン・プロレスリング株式会社
- 初代代表取締役社長 : 秋山潤（2014年7月 - 2019年7月）
  - 代表取締役副社長 : 笹原美喜夫（ケーブルテレビ山形）
  - 取締役会長 : 吉村和文（ケーブルテレビ山形）
  - 専務取締役 : 諏訪間幸平（2014年7月 - 2015年11月）[51]
  - 取締役 : 曙太郎（2014年7月 - 2015年11月）、大森隆男（2016年1月 - 2019年7月）
  - 取締役相談役 : 馬場元子（2014年7月 - 2015年10月）
- 第2代代表取締役社長 : 福田剛紀（2019年7月 - ）
  - 取締役副社長 : 五十嵐聡（2020年1月 - 2021年2月）
  - 専務執行役員 : 諏訪間幸平（2021年3月 - 2024年12月）

## 故人

### プロレスラー
- 青木篤志（プロレスリング・ノア→フリー→2013年 - 2019年没）
- 阿修羅・原（国際プロレス→フリー→1982年 - 1988年→フリー→SWS→WAR→1994年引退→2015年没）
- 曙（チームヨコヅナ→曙道→2013年 - 2015年→王道→2024年没）
- 泉田純（1991年 - 2000年→プロレスリング・ノア→フリー→2017年没）
- 永源遙（東京プロレス→日本プロレス→新日本プロレス→新日本プロレス興行→ジャパンプロレス→1987年 - 2000年→プロレスリング・ノア→2006年引退→2016年没）
- 大木金太郎（日本プロレス→1973年→フリー→国際プロレス→フリー→1982年引退→2006年没）
- 大熊元司（日本プロレス→1972年 - 1992年没）
- グラン浜田（新日本プロレス→UWF→1984年 - 1986年→ジャパン女子プロレス→1986年引退→1988年復帰→ユニバーサル・プロレスリング→みちのくプロレス→フリー→MWF→2018年休業→2025年没）
- 西村修（新日本プロレス→無我ワールド・プロレスリング→2007年 - 2011年→フリー→2025年没）
- ケンドー・ナガサキ（日本プロレス→1976年 - 1985年→SWS→NOW→大日本プロレス→フリー→2020年没）
- 剛竜馬（国際プロレス→新日本プロレス→UWF→1984年 - 1986年→パイオニア戦志→オリエンタルプロレス→剛軍団→厚木プロレス→冴夢来プロレス→WAP→フリー→2009年没）
- サムソン・クツワダ（日本プロレス→1972年 - 1977年引退→2004年没）
- サムソン冬木（国際プロレス→1981年 - 1990年→SWS→WAR→冬木軍プロモーション→FMW→WEW→2002年引退→2003年没）
- サンダー杉山（日本プロレス→1972年 - 1976年→フリー→2002年没）
- ジャイアント馬場（日本プロレス→1972年- 1999年没）
- ジャンボ鶴田（1972年 - 1999年引退→2000年没）
- ジョン・テンタ（1987年 - 1989年→WWF→WCW→WWF→フリー→2004年引退→2006年没）
- ターザン後藤（1981年 - 1989年→FMW→ターザン後藤一派→スーパーFMW→2022年没）
- 高野直樹（1981年 - 1981年引退→2016年没）
- ハル薗田（1975年 - 1987年没）
- 肥後宗典（国際プロレス→1972年 - 1980年引退→2002年没）
- 保坂秀樹（SAW→W★INGプロモーション→PWC→フリー→FMW→2002年 - 2004年→フリー→2021年没）
- マイティ井上（国際プロレス→1981年 - 1998年引退、レフェリー転向 - 2000年→プロレスリング・ノア→フリー→2010年レフェリー引退→2024年没）
- マシオ駒（日本プロレス→1972年 - 1976年没）
- 三沢光晴（1981年 - 2000年→プロレスリング・ノア→2009年没）
- ミスター林（日本プロレス→1976年 - 1982年引退、レフェリー転向 - 1986年→1999年没）
- ミツ・ヒライ（日本プロレス→フリー→1976年 - 1978年引退→2003年没）
- 百田義浩（1972年リングアナウンサーとして入団 - 1980年プロレスラー転向 - 1987年引退→プロレスリング・ノア→2000年没）
- ラッシャー木村（日本プロレス→東京プロレス→国際プロレス→フリー→UWF→フリー→1984年 - 2000年→プロレスリング・ノア→2004年引退→2010年没）
- ロッキー羽田（日本プロレス→1973年 - 1987年引退→1991年没）
- 輪島大士（1986年 - 1988年引退→2018年没）

### スタッフ・役員
- ジョー樋口（レフェリー）（2010年没）
- 仲田龍（リングアナウンサー）（2014年没）
- 馬場元子（代表取締役社長、取締役相談役）（2018年没）
- 百田義浩（リングアナウンサー兼取締役）（2000年没）

## 来日外国人選手

### プロレスラー
- アート・クルーズ
- アーニー・ラッド
- アイザック・ロザリオ
- アニバル
- アニマル・ウォリアー
- アブドーラ・ザ・ブッチャー
- アラン・ファンク
- アル・コステロ
- アルゼンチン・アポロ
- アル・ダバリ
- アルビン・スミス
- アルフォンソ・ダンテス
- アルフレッド・サンチェス（ツイン・デビル1号）
- アル・ヘイズ
- アルヘニス
- アル・ペレス
- アル・マドリル
- アレックス・スミルノフ（マイク・デュボイス）
- アレックス・ペレス（ザ・シャドー）
- アンジェロ・モスカ
- アントニオ・トーマス
- アントニオ・プグリシー
- アンドレ・ザ・ジャイアント
- アンヘル・ブランコ・ジュニア
- イワン・コロフ
- ウィリー・ファーカス（ザ・ウルフマン）
- ウイルバー・スナイダー
- ウェイン・ファリス
- エディ・グラハム
- エディ・サリバン
- エド・ウィスコスキー
- エリック・エンブリー
- エリック・ワット
- エル・イホ・デル・サント
- エル・エヒプシオ
- エル・オリンピコ
- エル・タピア
- エル・ディアマンテ
- エル・トロ・アルゼンチーノ
- エル・ハルコン
- オースチン・アイドル
- オックス・ベーカー
- オットー・マンハイム
- オマール・アトラス
- オレイ・アンダーソン
- カート・ベイヤー
- カート・ヘニング
- カール・ファジー
- カール・フォン・スタイガー
- ガイ・ミッチェル（ラリー・バリアント）
- カリスティコ
- カルロス・コロン
- ギアニー・ヴァレッタ
- ギガンテス
- キラー・カール・クラップ
- キラー・カール・コックス（ザ・スピリット）
- キラー・キム
- キラー・コワルスキー
- キラー・トーア・カマタ
- キラー・ブルックス
- キャクタス・ジャック
- 巨木フトシ
- キング・イヤウケア
- クラウス・ワラス
- クラッシャー・クルスチェフ
- クラッシャー・スタージャック
- クラッシャー・バンバン・ビガロ
- クラッシャー・ブラックウェル
- クラッシャー・リソワスキー
- クリス・キャンディード
- クリス・セイビン
- クリストファー・ダニエルズ
- クリス・テイラー
- クリス・マルコフ
- クリス・ヤングブラッド
- グリズリー・ブーン
- クルト・フォン・ヘス
- グレート・マーシャルボーグ
- グレート・マレンコ
- グレート・メフィスト
- グレッグ・ガニア
- グレッグ・ブラウン
- ゲーリー・オブライト
- ケニー・オメガ
- ケビン・サリバン
- ケビン・ナッシュ
- ケビン・フォン・エリック
- ケリー・キニスキー
- ケリー・フォン・エリック
- ケン・シャムロック
- ケンドール・ウインダム
- ケン・パテラ
- ケン・マンテル
- ゴードン・ネルソン
- コシロ・バジリ
- ゴリラ・モンスーン
- コルト・スティール
- サイクロン・ネグロ（カリプス・ハリケーン）
- ザ・ウルフマン
- ザ・グラジエーター
- ザ・シーク
- ザ・ターミネーター（レッキング・クルー・フューリー）
- ザック・ゴーウェン
- ザ・デストロイヤー
- ザ・パトリオット
- ザ・ビースト
- ザ・ファルコン
- サブゥー
- サム・アドニス
- ザ・ロボットR-2
- ザ・ロボットC-3
- サンダーボルト・ウィリアムス
- サンダーボルト・カノン
- サンディ・スコット
- ジ・アステロイド（スーパー・デストロイヤー1号）
- CJオーティス
- JRクラトス
- ジェイソン・ザ・テリブル
- ジェームズ・R・ライト
- ジェームス・ライディーン
- ジェイ・ヤングブラッド
- ジェイ・ヨーク（ジ・アラスカン）
- シェーン・ダグラス
- ジェシー・バー（ジミー・ジャック・ファンク）
- ジェリー・エストラーダ
- ジェリー・オーツ
- ジェリー・コザック
- ジェリー・セガノビッチ
- ジェリー・ノバック
- ジェリー・ブリスコ
- ジェリー・モロー
- ジェリー・リース（ビッグ・レッド）
- ジェリー・ローラー
- シコシス（初代）
- ジノ・ヘルナンデス
- ジプシー・ジョー
- ジミー・スヌーカ（グレート・スヌーカ）
- ジミー・デル・レイ
- ジミー・バリアント
- ジミー・ヤン
- ジム・ガービン
- ジム・スティール（ザ・ラクロス、ウルフ・ホークフィールド）
- ジム・デュラン
- ジム・ブランゼル
- シルバー・キング
- ジャイアント・キマラ（初代）（ジャイアント・キマラ1号）
- ジャイアント・キマラ（2代目）（ジャイアント・キマラ2号）
- ジャイアント・バーナード
- ジャイアント・ヘイスタックス
- シャスカ・ワトレー
- ジャスティン・クレディブル
- ジャック・エバンス （ミスターX）
- ジャック・ブリスコ
- ジャマール
- ジョージ・スコーラン
- ジョージ・スチール
- ジョージ・バーンズ
- ジョージ・ハインズ（ジ・イーグル）
- ジョージ・マッコリー
- ジョージ・ワインゲロフ
- ジョー・ソト （ブルー・デビル、ロッキー・タマヨ）
- ジョー・ディートン
- ジョー・ドーリング
- ジョー・マレンコ
- ジョー・ルダック
- ショーン・ヘルナンデス
- ジョニー・ウェーバー
- ジョニー・エース
- ジョニー・ガン
- ジョニー・スター（トミー・ギルバート）
- ジョニー・スタンボリー
- ジョニー・スミス
- ジョニー・バリアント
- ジョニー・マンテル
- ジョニー・ロッズ
- ジョン・ウィリアムズ (ハワイアン・ライオン）
- ジョン・グレイ
- ジョン・ダ・シルバ
- ジョン・デビッドソン
- ジョン・テンタ
- ジョン・ボレン
- ジョン・リベラ（ジ・インベーダー3号）
- シルバーノ・サウサ
- ジーン・リージョン
- ジン・キニスキー
- ジン・ルイス（ザ・モンゴリアン、テキサス・レッド）
- スーパー・デストロイヤー
- スーパー・メディコ
- スウィート・ウィリアムス
- スウィート・ブラウン・シュガー
- スウェード・ハンセン
- スカイウォーカー・ナイトロン
- スカル・フォン・クラッシュ
- スコーピオ
- スコッティ・ザ・ボディ
- スコット・アームストロング
- スコット・ケーシー
- スコット・スタイナー
- スコット・ダモール
- スコット・ノートン
- スタン・ハンセン
- スタン・プラスキー（マッド・ラシアン）
- スティーブ・ウィリアムス
- スティーブ・オルソノスキー
- スティーブ・カーン
- スティーブ・ゲーターウルフ
- スティーブ・ストロング
- スティーブ・ドール
- スティーブ・リーガル
- スティング
- スパイロス・アリオン
- スペル・カロ
- スペル・クレイジー
- セーラー・ホワイト
- ゾディアック
- ダーク・オズ
- ダーク・クエルボ
- ターザン・タイラー
- タイガー・コンウェイ・ジュニア
- タイガー・ジェット・シン
- タイソン・デュークス
- ダイナマイト・キッド
- 太陽ケア（マウナケア・モスマン）
- ダグ・サマーズ
- ダグ・ファーナス
- ダスティ・ローデス
- ダスティ・ローデス・ジュニア
- ダッチ・サベージ
- ダッチ・マンテル
- ダニー・クロファット
- ダニー・ジョーンズ
- ダニー・スパイビー
- ダニー・ホッジ
- ダミアン666
- ダルトン・デリック
- タンク・パットン（ブラック・テラー）
- ダン・ミラー（ブルー・シャーク）
- チック・ドノバン
- チャーリー・ハース
- チャック・パルンボ
- チャボ・ゲレロ
- TNT
- TGストーン
- ティージョー・カーン
- ディーボン
- ディーロ・ブラウン
- ディーン・マレンコ
- ディック・ザ・ブルーザー
- ディック・スレーター
- ディック・ブラッド
- ディック・マードック（ザ・トルネード）
- デイビーボーイ・スミス
- ティム・ホーナー
- ディラン・ジェイムス
- テキサス・ターミネーター・ホス
- デストラクション
- テッド・オーツ
- テッド・デビアス
- デビッド・フォン・エリック
- デビッド・フレアー
- デビッド・ホス・ディートン
- テリー・ゴディ
- テリー・テイラー
- テリー・ファンク
- デューイ・ロバートソン（ザ・クルセーダー2号）
- トーマス・アイビー
- ドクトル・ワグナー
- ドクトル・ワグナー・ジュニア
- ドス・カラス
- トッド・チャンピオン
- トニー・プーチオ
- トミー・ドリーマー
- トミー・リッチ
- トミー・ロジャース
- トム・ジンク
- トム・プリチャード
- トム・ナッシュ（アポカリプス）
- トム・マギー
- ドラガン・オケッチ
- ドラゴ
- ドリー・ファンク・シニア
- ドリー・ファンク・ジュニア
- トレイシー・スマザーズ
- ドン・カヌードル
- ドン・ケント
- ドン・セラノ（シーク・アリ）
- ドン・デヌーチ
- ドン・ハリス
- ドン・ミラノ
- ドン・ムラコ
- ドン・レオ・ジョナサン
- ニキタ・コロフ
- ニコリ・ボルコフ
- ニック・コザック
- ニック・ボックウィンクル
- ネルソン・ロイヤル
- ノード・ザ・バーバリアン
- ノーマン・フレデリック・チャールズ3世
- ハーリー・レイス
- バーン・ガニア
- バグジー・マグロー
- パク・ソン
- バズ・ソイヤー
- バズ・タイラー
- バック・ズモフ
- バック・ロブレイ
- パット・オコーナー
- バディ・ウォルフ
- バディ・ランデル
- バディ・リー・パーカー
- バディ・ロバーツ
- パトリオット（ザ・トルーパー）
- ババ・レイ
- ハバナ・ザ・テラー
- バリー・ウインダム
- バル・プーチオ
- バロン・シクルナ
- バロン・フォン・ラシク
- ハンク・ジェームス
- ハンス・シュローダー
- バンピーロ
- バンビ・キラー
- パンピロ・フィルポ
- ピート・ロバーツ
- ピエール
- ビクター・リベラ
- ビクター・ジョビカ
- ビッグ・ジョン・スタッド
- ビッグ・ダディ
- ビッグ・バッド・オー
- ビッグ・ブーバー
- ビッグ・レッド
- ヒューゴ・サビノビッチ
- ヒューラカン・カステロ
- ピラタ・モルガン
- ビリー・ブラック
- ビリー・フランシス
- ビリー・レッド・ライオン（ザ・クルセーダー1号）
- ビル・アーウィン（スーパー・デストロイヤー2号）
- ビル・ゴールドバーグ
- ビル・ハワード
- ビル・ホワイト
- ビル・ミラー
- ビル・ロビンソン
- フィッシュマン
- フィル・アトラス
- フィル・ヒッカーソン
- アメイジング・レッド（フエゴ）
- ブキャナン
- ブライアン・アダムス
- ブライアン・クラーク
- ブライアン・ノッブス
- ブラソ・デ・プラタ
- ブラックジャック・スレード
- ブラックジャック・ブラッドショー
- ブラックジャック・マリガン
- ブラックジャック・ランザ
- ブラック・デビル（ブラックジャック・モース）
- ブラッド・レイガンズ
- ブラディ・ブーン（ファイヤー・キャット）
- フランク・デュセック
- フランク・ヒル
- フランク・モレル
- フランク・ランカスター
- フランシスコ・アキラ
- フランツ・ダイナマイト
- フリッツ・フォン・エリック
- プリンス・トンガ
- プリンス・ピューリン
- ブルーザー・ブロディ
- ブルーノ・サンマルチノ
- ブルーノ・ベッカー
- ブルー・パンテル
- ブル・ラモス
- ブレイド・ブッチ・マスターズ
- フレッド・ブラッシー
- プロフェッサー・タナカ
- ベイダー
- ヘクター・ゲレロ
- ヘッドハンターA
- ヘッドハンターB
- ペドロ・モラレス
- ヘラクレス・ヘルナンデス
- ペロ・アグアヨ
- ベン・バサラブ（カナディアン・ルイス）
- ホーク・ウォリアー
- ホースト・ホフマン
- ポール・ジョーンズ
- ポール・ダイヤモンド
- ポール・パースマン
- ホセ・ゴンザレス（インベーダー1号）
- ホセ・サンチェス（ツイン・デビル2号）
- ボブ・オートン・ジュニア
- ボブ・ガイゲル
- ボブ・バックランド
- ボブ・ブラウン
- ボブ・ミラー
- ボブ・ループ
- ボブ・レムス
- ボビー・ジャガーズ（ミステリアス・アサシン）
- ボビー・ダンカン
- ボビー・ダンカン・ジュニア
- ボビー・ヒーナン
- ボビー・フルトン
- ボボ・ブラジル
- マーク・ヤングブラッド
- マーク・ルーイン
- マーティ・ジャネッティ
- マイク・グラハム
- マイク・シャープ・ジュニア
- マイク・ショー
- マイク・ジョージ
- マイク・デービス
- マイク・ドゲンドルフ
- マイク・バートン
- マイク・フェース
- マイク・ミラー
- マイク・ロトンド
- マイケル・ヘイズ
- マイバッハβ
- マスクドX（サイレント・マクニー）
- マスクド・ストラングラー（ホセ・リベラ）
- マスター・ブラスター（レッキング・クルー・レイジ）
- マッシモ
- マット・モーガン
- マッドドッグ・マーチン
- マニー・フェルナンデス
- マヌエル・ソト
- マリオ・ミラノ（ザ・バラクーダ）
- ミゲル・ペレス
- ミゲル・ペレス・ジュニア
- Mr.450
- ミスター・オリンピア（ア・シーク）
- ミスター・レスリング
- ミスター・フジ
- ミッチ・スノー
- ミル・マスカラス
- ムース・モロウスキー（ジ・アベンジャー）
- ムース・モンロー
- ムーンドッグ・スパイク
- ムーンドッグ・スポット
- ムーンドッグ・モレッティ
- メヒコ・グランデ
- モンゴリアン・ストンパー
- ライトニング
- ラ・パルカ（2代目）
- ラ・フィエラ
- ラリー・オーディ
- ラリー・シャープ
- ラリー・ズビスコ
- ラリー・ヘニング
- ラリー・レーン
- ランス・ケイド
- ランス・ホイット
- ランディ・タイラー
- ランディ・ローズ
- リード・フレアー
- リキシ
- リコ
- リスマルク
- リチャード・アレン
- リッキー・ギブソン
- リッキー・サンタナ
- リッキー・スティムボート
- リック・デビッドソン
- リック・ハリス
- リック・フレアー
- リック・マーテル
- リック・モートン
- リック・ルード
- リッパー・コリンズ
- リップ・タイラー
- リップ・モーガン
- リップ・ロジャース
- ルーカス・スティール
- ルーク・グラハム
- ルーファス・ジョーンズ
- レイ・キャンディ
- レイ・スティーブンス
- レオ・バーク
- レス・ソントン
- レックス・キング
- レッド・ウルフ
- レッド・バスチェン（テキサス・レッド）
- レオナルド・スパンキー
- レネ・デュプリ
- レンジャー・ロス
- ロード・ジョナサン・ボイド
- ロウ・キー
- RO'Z
- ロジャー・カービー（ザ・クルーザー）
- ロッキー・イヤウケア
- ロッキー・ジョーンズ
- ロッキー・タマヨ
- ロディ・パイパー
- ロバート・ギブソン
- ロビー・ブルックサイド
- ロブ・ヴァン・ダム
- ロベルト・ブルース
- ロニー・エチソン
- ロン・バス
- ロン・ハリス
- ロン・フラー
- ロン・ミラー
- ワイルド・アンガス
- ワイルド・ドン・ウェイト
- ワフー・マクダニエル
- ワルドー・フォン・エリック
- ワンマン・ギャング

### 格闘家
- サム・グレコ
- ドン・フライ
- ボブ・サップ
- ラジャ・ライオン

## 来日外国人関係者

### レフェリー
- ウォーリー堤
- ケン・ハーバー
- ジミー・タナカ
- ジョージ・マッコーリー
- ダニー・プレッチェス
- ハル佐々木
- リチャード・ムーディー
- ルー・テーズ

### マネージャー
- プレシャス
- ポール・エラリング
- ボビー・ヒーナン

### プロモーター
- サム・マソニック
- ジム・クロケット・ジュニア
- ジム・バーネット
- ジョン・リングレー
- スタンレー・ブラックバーン
- ミスター・モト
- ロード・ブレアース

## マスコットキャラクター
- ジェープ

トラがモチーフのキャラクター。2013年12月25日、フジテレビ『いらこん』で行われた企画「全日本プロレスイメージキャラクター募集コンテスト」から誕生。デザインはイラストレーターのヤム。

## 応援大使
- スルースキルズ

2016年5月25日に就任。試合前にリング上でパフォーマンスを披露し会場を盛り上げた。グループの解散に伴い、2017年6月11日の後楽園ホール大会を最後に応援大使としての役目を終えた。
解散後、元メンバーの有田ひめかがプロレスラーになるため全日本プロレスの道場に通って練習を積み、2017年12月24日のBeginning新木場1stRING大会でプロレスデビューを果たした。2018年1月25日の全日本プロレス新木場1stRING大会では「有田ひめか全日本プロレスデビュー戦」が行われた。

## 試合中継
放送中の番組
- ALLJAPAN B-Banquet（GAORA）
- 全日本プロレス中継（FIGHTING TV サムライ）[101]
- 全日本プロレスTV（定額動画配信サービス）
- 全日本プロレス ザ・ベスト（U-NEXT）

終了した番組
- 全日本プロレス中継（日本テレビ）
- ALL JAPAN PRO-WRESTLING プロレスLOVE 夜のシャイニング・インパクト（テレビ東京）
- 全日本プロレス マザー（千葉テレビ）
- 全日本プロレス〜AJPワールド〜（KBS京都）
- 全日本プロレス イレブン（BS11）

## 関連番組
放送中の番組
- プロレスクラシック（日テレG+）[102]
- 全日本プロレスアーカイブス サイコー宣言（FIGHTING TV サムライ）[103]
- 全日本プロレス配信（Amazon Prime Video）（製作：共同テレビ）[104][105]
- 全日本プロレスバトルライブラリー（GAORA SPORTS YouTube）

終了した番組
- ゼンニチ王道通信（FIGHTING TV サムライ、サムライ2）
- ボクら全日王道クラブ（FIGHTING TV サムライ、サムライ2）
- 全日本プロレスイレブン（BS11）[106]

## 関連組織
全日本プロレスジュニアレスリングクラブ
2021年4月1日に発足した幼年から中学生までを対象とするレスリングクラブ。諏訪魔が代表、田村男児が監督を務め、練習場所は全日本プロレス道場を使用している。
前身は諏訪魔が設立し、2008年から2021年3月まで活動した横浜デビルズジュニアレスリングクラブ。青木篤志が監督、ケンドー・カシンや田村男児、レフェリーのボンバー斉藤などがコーチを務めた。
プロレスリングEvolution
2023年3月31日に旗揚げした女子プロレス団体。諏訪魔が代表取締役社長を務め、全日本プロレスと業務提携。

## 関連書籍
- NOAHを創った男 三沢光晴の参謀（ベースボール・マガジン社）
- プロレス「悪夢の10年」を問う（別冊宝島）
- プロレス平成20年史〜激動の平成プロレスを完全検証〜（週刊プロレス）
- プロレス醜聞100連発!!（日本スポーツ出版社）

## スポンサー
オフィシャルスポンサー
- カーベル
- ステーキハウス寿楽（株式会社寿々木商店）
- 稲垣テント・看板（稲垣興業株式会社）
- 東部急送株式会社
- 株式会社大隅興業
- 株式会社ル・グラン
- Em's Works（有限会社丸昇）
- 高岡屋（株式会社高岡商店）
- 株式会社ステータス
- グロリアス製薬株式会社
- Team AED
- 夢かなえます！PROJECT（株式会社ワンダー）
- CARO（株式会社アットエフ）

オフィシャルプレミアムサポーター
- 合名会社加納屋材木店
- 株式会社茂商事
- エネワン
- 有限会社玉空

オフィシャルサポーター
- 社会保険労務士 齋藤晃史事務所
- 株式会社PRO-SEED